# 무굴 제국
무굴 제국은 근세 남아시아의 제국이었다. 전성기에는 인도 아대륙의 서북부인 인더스강 유역과 중남부 아프가니스탄에서부터 카슈미르를 지나 동쪽으로는 오늘날의 아삼주 및 방글라데시 저지대까지, 남쪽으로는 남인도의 데칸고원까지 이르는 광활한 영토를 통치하였다.
무굴 제국은 중앙아시아의 군벌이었던 바부르가, 이웃한 사파비 제국과 오스만 제국의 도움을 받아 1526년 파니파트 제1차 전투에서 델리 술탄국의 술탄 이브라힘 로디를 격파하고 북인도 평원을 장악하며 건국되었다. 바부르의 손자 악바르 시기부터 시작된 제국의 전성기는 마지막 위대한 황제였던 아우랑제브가 사망한 1720년까지 지속되었으며, 그의 통치 기간 동안 제국은 영토적으로 최대 범위에 도달했다. 
그러나 아우랑제브 치세에 실시된 인두세 부활과 이슬람으로의 개종을 강요하는 종교적 억압책으로 인해 제국의 분열이 심화되었다. 또한 아우랑제브가 전개하는 다양한 정복 사업은 국가 재정에 큰 타격을 주었고, 이는 세금 액수의 증가로 이어져 농민들과 중소 지주들의 불만을 증대시켰다. 때문에 아우랑제브 생전부터 제국에 반발하는 반란들이 터져나오기 시작했다. 아우랑제브 사후, 반란 세력들 가운데 가장 강대했던 마라타 제국이 데칸 고원 일대에서 발흥했고 1세기도 채 되지 않아 인도 중북부 대부분을 휩쓸었다. 한편 북인도의 라지푸트족과 시크교도들 역시 독자적인 세력을 형성하여 무굴 제국으로부터 독립을 선언하였다. 결국 18세기 초부터 무굴 제국은 급속하게 쇠퇴의 길을 걸었다. 이후 페르시아의 나디르 샤와 아프가니스탄의 두라니 제국의 연이은 침략을 받으며 더욱 약화된 무굴 제국은, 18세기 말에는 옛 델리 근교만을 통치하는 지방 세력으로 전락하고 말았다. 
한편 무굴 제국 시기에 포르투갈을 비롯한 유럽 열강들의 본격적인 인도 진출이 시작되었는데, 다른 열강들을 꺾고 최종적으로 승리한 것은 영국이었다. 영국은 1757년 플라시 전투에서 무굴-프랑스 연합군을 격파한 것을 시작으로 점차 인도에서의 영향력을 확대해나가기 시작했고, 19세기 무렵이 되면 인도 대부분의 토후국과 왕국들이 영국에게 복속되었다. 무굴 황제는 명목상으로는 전 인도의 황제였지만 실질적으로는 영국의 꼭두각시나 다름없었다. 1857년, 세포이 항쟁을 계기로 인도의 직접 통치를 선언한 영국은 마지막 무굴 황제였던 바하두르 샤 2세를 폐위시킨 뒤 미얀마로 유폐시켰으며, 무굴 제국을 해체하고 인도 제국을 설립하였다.
무굴 제국은 군사적 전쟁을 통해 창설되고 유지되었지만, 자신들의 통치하에 있던 다양한 문화와 민족을 강력하게 억압하지는 않았다. 오히려 새로운 행정 제도와, 다양한 통치적 수단 등을 통해 이들을 평등하게 대우하고 서로의 갈등을 어느정도 봉합시키는 등의 관용 정책을 실시하였다. 덕분에 다양한 배경 출신의 엘리트들이 보다 효율적이고 중앙집권적이며 표준화된 통치를 이끌어냈다. 무굴 제국의 막대한 부의 기반은 제3대 무굴 황제 악바르가 제정한 농업 세금이었다. 이러한 세금은 농민 경작자의 생산량 절반 이상에 달했으며, 잘 규제된 은화로 지불되어, 농민과 장인들이 더 큰 시장에 진출하도록 이끌었다.
17세기 대부분 동안, 제국에 의해 유지된 상대적인 평화는 인도의 경제적 번영에 기여했다. 대항해시대 이후 인도양에서의 유럽인들의 증가로 촉진된 대유럽 무역과 함께 인도산 원자재 및 완제품에 대한 수요 증가로 말미암아 무굴 제국은 막대한 부를 축적할 수 있었다. 이 시기 무굴 엘리트들 사이에서는 자신의 부를 과시하고자 하는 소비가 증가했는데, 특히 샤 자한의 통치 기간 동안 무굴 회화, 문학, 직물, 무굴 건축에 대한 후원이 활발해졌다. 남아시아의 무굴 유네스코 세계유산으로는 아그라 요새, 파테푸르 시크리, 붉은 요새, 델리의 후마윤 묘지, 라호르성, 샬리마르 정원, 그리고 "인도 이슬람 예술의 보석이자 세계 유산 중 보편적으로 존경받는 걸작 중 하나"로 묘사되는 타지마할이 있다.

## 이름
제국의 공식 명칭에 가장 가까운 것은 아인-이 악바리에 기록된 '힌두스탄'이었다. 무굴 제국의 행정 기록에는 그들의 제국을 "힌두스탄령"(Wilāyat-i-Hindustān), "힌두국"(Bilād-i-Hind), 아우랑제브 황제의 칭호에서 발견된 "힌두 술탄국"(Salṭanat(i) al-Hindīyyah) 또는 바하두르 샤 2세 황제가 힌두스탄어로 "힌드 땅"(Hindostān)이라고 자칭한 기록이 있다. 동시대 중국 연대기에서는 이 제국을 '힌두스탄'(Héndūsītǎn)으로 불렀다. 서구에서는 "무굴"이라는 용어가 황제를 지칭하는 데 사용되었으나, 점차 의미가 확대되어 나아가서는 제국 전체를 의미하게 되었다.
무굴 왕조의 자칭 명칭은 '구르카니'(Gūrkāniyān)였으며, 이는 보르지긴 가문의 공주와 결혼함으로써 사위라는 뜻의 '구르칸(Gūrkān)' 칭호를 얻은 정복군주 티무르의 후손임을 나타내기 위함이었다. '무굴'이라는 단어(영어로는 'Mogul' 또는 'Moghul'로도 표기)는 '몽골'의 인도-페르시아식 형태이다. 무굴 왕조의 초기 지배층들은 순수한 몽골인이 아니라 차가타이 튀르크인이었다. 그럼에도 '무굴'이라는 용어는 델리 술탄국을 통치했던 아프간 엘리트들과 구별하기 위해서, 또한 그들과 몽골인과의 연관성을 통해서도 사용되었다. 때문에 이 용어는 인도학자들 사이에서 여전히 논란의 대상이다. 역사학자 마샬 호지슨은 무굴 제국을 '티무르 왕조' 혹은 '인도-티무르 왕조'라고 불러야 한다고 제안하기도 했다.

## 역사

### 바부르와 후마윤 (1526년 ~ 1556년)

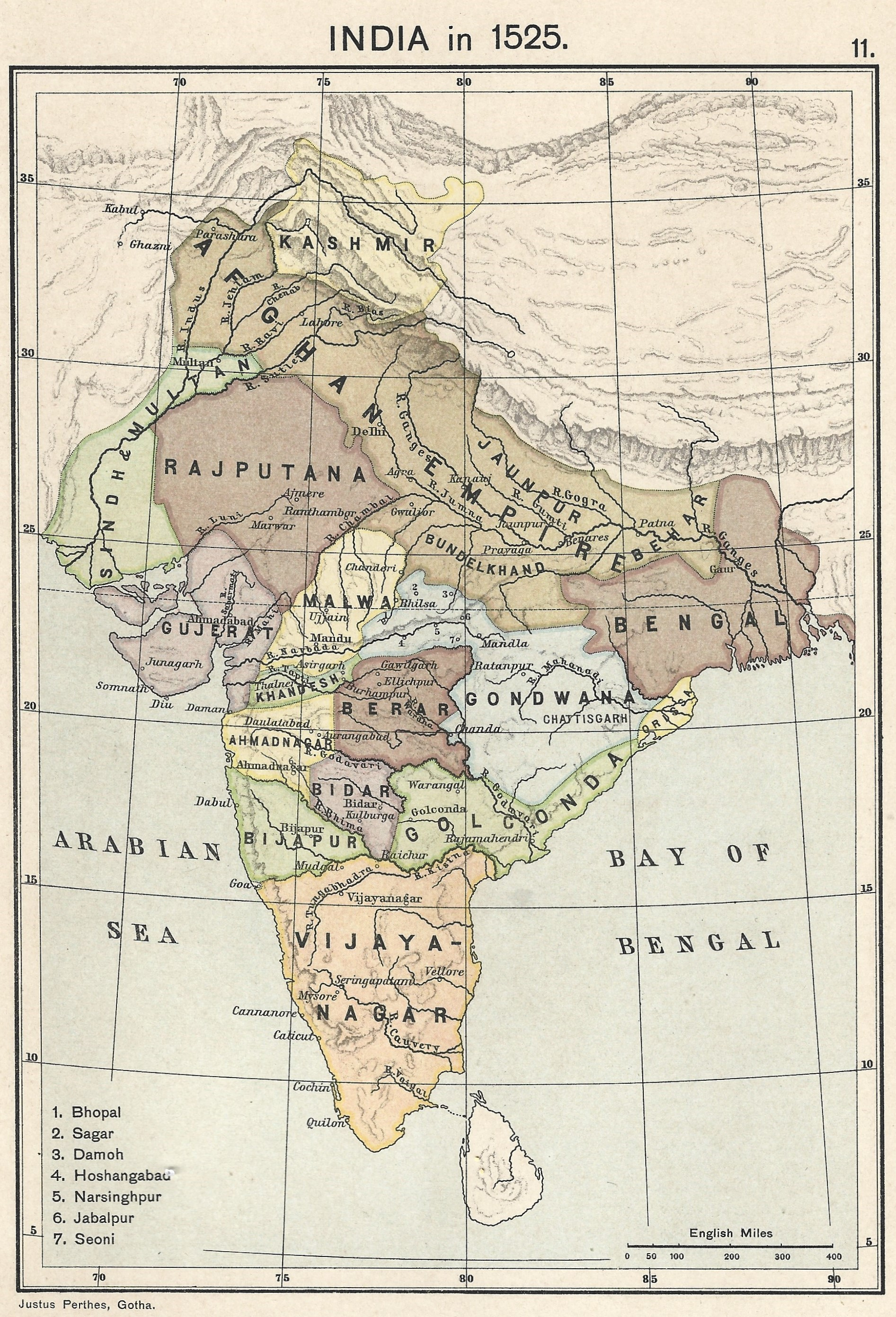
1525년 무굴 통치 시작 직전의 인도

무굴 제국은 오늘날 우즈베키스탄 출신의 군벌이었던 바부르(재위 1526년 ~ 1530년)가 건국했다. 그는 중앙아시아의 통치자로서, 부계 쪽으로는 페르시아화된 튀르크-몽골 정복자 티무르(티무르 제국의 창건자)의 후손이자, 모계 쪽으로는 칭기즈 칸의 후손이었다. 바부르는 본래는 몽골에서 기원하였으나 후에 튀르크화된 바를라스 부족에 속했다. 중앙아시아의 선조 영토에서 추방된 바부르는 자신의 야망을 실현하기 위해 인도로 향했다. 그는 카불에 정착한 후 카이베르 고개를 통해 아프가니스탄에서 남하하여 인도에 진출했다. 바부르의 군대는 1526년 파니파트 제1차 전투에서 델리 술탄국의 술탄 이브라힘 로디를 격파했다. 그는 화기와 대포를 사용하여 수적으로 불리했음에도 불구하고 이브라힘의 군대를 궤멸시키고, 인더스-갠지스 평원 중부까지 영토를 확장할 수 있었다. 이 전투 이후 무굴 제국의 중심은 아그라로 이동했다. 1년 후 아그라 근처에서 벌어진 결정적인 칸와 전투에서 바부르의 티무르 군대는 메와르 왕국의 라나 상가가 이끄는 라지푸트 연합군을 전통적인 측면 기동 전술을 사용하여 격파했다.
그러나 전쟁과 군사 작전에 대한 몰두로 인해 새로운 황제는 인도에서 이룬 성과를 통합하지 못했다. 제국의 불안정은 그의 아들인 후마윤(재위 1530년 ~ 1556년) 시대에 드러났고, 그는 반란을 일으킨 셰르 샤 수리(재위 1540년 ~ 1545년)에 의해 페르시아로 망명할 수밖에 없었다. 후마윤의 페르시아 망명은 사파비 왕조와 무굴 궁정 간의 외교 관계를 수립했고, 이후 복원된 무굴 제국에서 페르시아 문화의 영향이 증가하는 계기가 되었다. 1555년 후마윤의 페르시아로부터의 승리적인 귀환으로 인도 일부 지역에서 무굴 통치가 재개되었지만, 그는 다음 해 사고로 사망했다.

### 악바르에서 아우랑제브까지 (1556년 ~ 1707년)

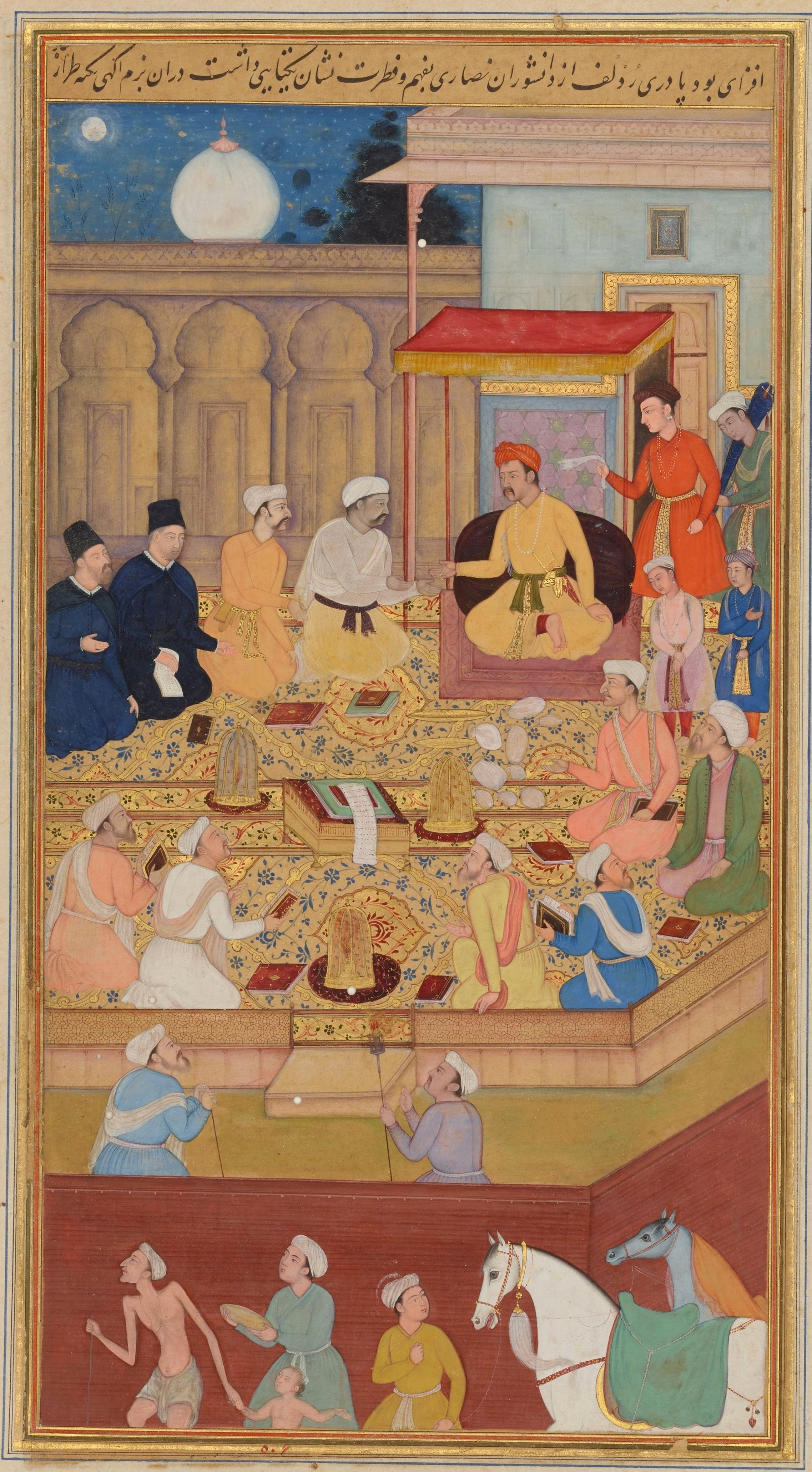
악바르는 파테푸르 시크리의 이바다트 카나에서 여러 종교의 종교 회의를 주재한다.

악바르(재위 1556년 ~ 1605년)는 우마르코트 요새에서 잘랄-우드-딘 무함마드로 태어났다. 그의 부모는 후마윤과 그의 아내인 페르시아인 공주 하미다 바누 베굼이다. 악바르는 섭정 바이람 칸 아래에서 왕위를 계승했고, 바이람 칸은 인도에서 무굴 제국을 통합하는 데 도움을 주었다. 악바르는 전쟁을 통해 제국을 사방으로 확장할 수 있었고, 고다바리강 북쪽의 거의 모든 인도 아대륙을 지배했다. 그는 자신에게 충성하는 새로운 통치 엘리트를 만들고, 현대적인 행정을 구현했으며, 문화 발전을 장려했다. 그는 유럽 무역 회사와의 무역을 늘렸다. 인도는 강하고 안정적인 경제를 발전시켜 상업 확장과 경제 발전을 이끌었다. 악바르는 그의 궁정에서 종교의 자유를 허용했으며, 통치자 숭배의 강력한 특징을 가진 새로운 종교인 딘-이-일라히를 설립하여 제국 내 사회정치적, 문화적 차이를 해소하려고 시도했다. 그는 아들에게 황금 시대 한가운데에 있는 내적으로 안정된 국가를 남겼지만, 얼마 지나지 않아 정치적 약점의 징후가 나타났다.
자한기르(본명 살림, 재위 1605년 ~ 1627년)는 악바르와 그의 아내인 마리암-우즈-자마니 사이에서 태어났다. 살림은 인도 수피 성자 살림 치슈티의 이름을 따서 지어졌다. 그는 "아편에 중독되어 국정을 소홀히 하고 경쟁하는 궁정 파벌의 영향력 아래에 놓였다." 자한기르는 이슬람 종교 기관의 지지를 얻기 위해 상당한 노력을 기울임으로써 악바르와 자신을 구별했다. 그는 이를 위해 악바르보다 훨씬 많은 마다드-이-마아시(종교적으로 학식이 있거나 영적으로 가치 있는 개인에게 주어지는 비과세 개인 토지 수입 보조금)를 부여했다. 악바르와는 대조적으로, 자한기르는 비무슬림 종교 지도자들, 특히 시크 구루 구루 아르잔과 갈등을 겪었는데, 그의 처형은 무굴 제국과 시크 공동체 간의 많은 갈등 중 첫 번째였다.

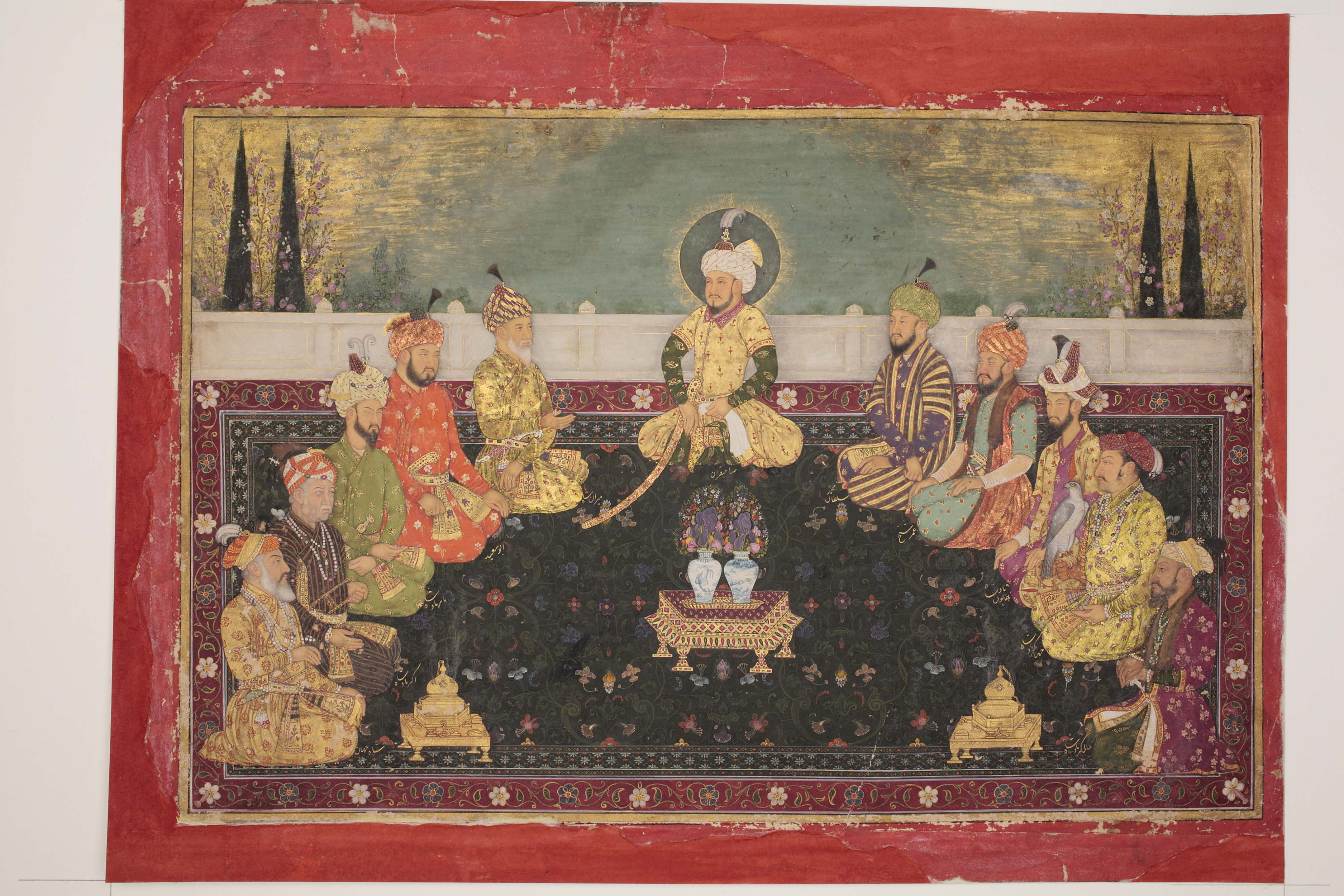
무굴 황제들의 단체 초상화로, 바부르부터 아우랑제브까지 있으며, 무굴의 조상인 티무르가 중앙에 앉아 있다. 왼쪽: 샤 자한, 악바르, 바부르, 사마르칸트의 아부 사이드, 그리고 티무르의 아들 미란 샤. 오른쪽: 아우랑제브, 자한기르, 후마윤, 그리고 티무르의 다른 두 자손인 우마르 셰이크와 무함마드 술탄. c. 1707년 ~ 1712년 제작

샤 자한(재위 1628년 ~ 1658년)은 자한기르와 그의 아내인 자가트 고사인 사이에서 태어났다. 그의 통치는 무굴 건축의 황금 시대를 열었다. 샤 자한의 통치 기간 동안, 무굴 궁정의 화려함은 타지마할에 의해 잘 드러나듯이 절정에 달했다. 그러나 궁정을 유지하는 데 드는 비용은 수입을 초과하기 시작했다. 샤 자한은 아마드나가르 술탄국을 종식시키고 비자푸르 술탄국과 골콘다 술탄국에게 조공을 바치게 함으로써 무굴 제국을 데칸고원까지 확장했다.
샤 자한의 장남이자 진보주의자였던 다라 시코는 아버지의 병으로 인해 1658년 섭정이 되었다. 다라는 그의 증조부 악바르를 모방하여 힌두교-이슬람교 융합 문화를 옹호했다. 그러나 이슬람 정통파의 지지를 받은 샤 자한의 막내아들 아우랑제브(r. 1658–1707년)가 왕위를 장악했다. 아우랑제브는 1659년 다라를 물리치고 그를 처형했다. 샤 자한은 병에서 완전히 회복되었지만, 아우랑제브는 1666년 샤 자한이 사망할 때까지 그를 투옥했다. 아우랑제브는 제국의 영토를 최대로 확장시켰고, 무굴 제국의 이슬람화 심화를 감독했다. 그는 이슬람으로의 개종을 장려하고, 비무슬림에 대한 지즈야를 재도입했으며, 이슬람 법학 모음집인 파타와 알람기리를 편찬했다. 아우랑제브는 또한 시크 구루 구루 테그 바하두르의 처형을 명령하여 시크 공동체의 군사화를 이끌었다. 제국의 관점에서 이슬람으로의 개종은 지역 엘리트들을 왕의 공유된 정체성 네트워크 비전에 통합시키는 것으로, 제국 전역의 이질적인 집단들을 무굴 황제에 대한 복종으로 연결하려는 것이었다. 그는 1682년부터 데칸에서 작전을 수행하여, 비자푸르와 골콘다의 남은 무슬림 세력을 합병했지만, 이 지역에서 장기적인 갈등에 휘말려 제국에 파멸적인 영향을 미쳤다. 이 작전들은 무굴 재정에 큰 부담을 주었고, 아우랑제브의 부재는 통치력의 심각한 저하를 초래했으며, 무굴 데칸의 안정과 경제 생산량은 급락했다.
아우랑제브는 가장 논란이 많은 무굴 황제로 여겨지며, 일부 역사가들은 그의 종교적 보수주의와 불관용이 무굴 사회의 안정을 해쳤다고 주장하는 반면, 다른 역사가들은 그가 비무슬림 기관의 건설을 재정적으로 지원하거나 후원했으며, 그의 전임자들보다 훨씬 더 많은 힌두인을 제국 관료로 고용했으며, 힌두교도와 시아파 이슬람교도에 대한 편견에 반대했다고 지적하며 이러한 주장에 의문을 제기한다.

### 쇠퇴 (1707년 ~ 1857년)

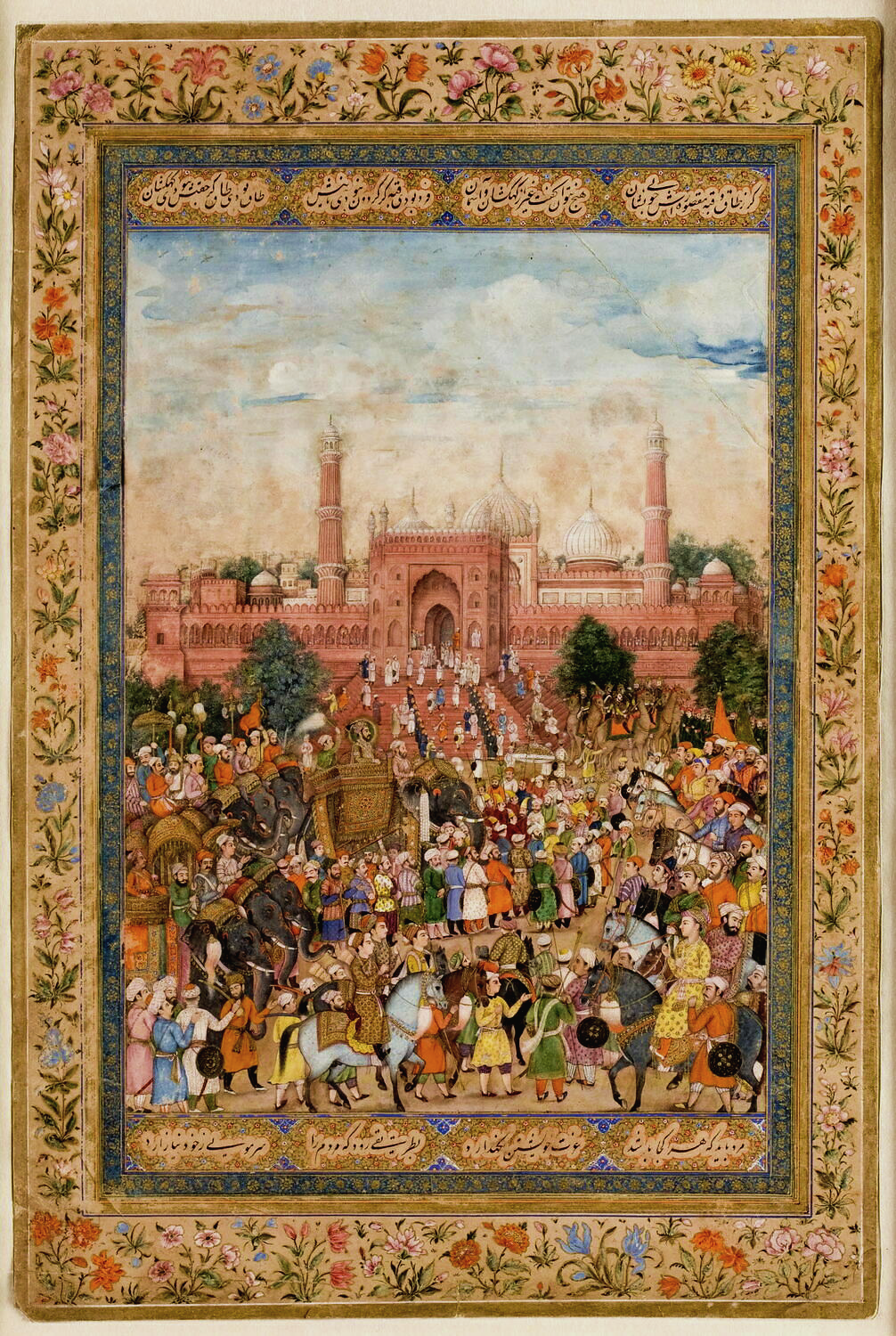
꼭두각시 황제 파루크시야르 치하의 델리. 실권은 사이이드 형제가 장악했다.

아우랑제브의 아들인 바하두르 샤 1세는 아버지의 종교 정책을 폐지하고 행정 개혁을 시도했다. "그러나 1712년에 그가 사망한 후 무굴 왕조는 혼란과 폭력적인 불화에 빠져들었다. 1719년에만 4명의 황제가 차례로 즉위했다." 이들은 인도 무슬림 카스트인 사다아트-이-바라에 속한 귀족 형제회의 지배 아래 꼭두각시처럼 행동했고, 그들의 지도자인 사이이드 형제가 사실상 제국의 주권자가 되었다.
무함마드 샤(재위 1719년 ~ 1748년)의 통치 기간 동안 제국은 분열되기 시작했고, 중앙 인도 전역이 무굴의 손에서 마라타 연합의 손으로 넘어갔다. 무굴 제국이 데칸에서 아사프 자흐 1세의 독립을 억압하려 하자, 그는 마라타인들이 중앙 및 북인도를 침공하도록 장려했다. 이전에 서아시아, 캅카스, 중앙아시아 대부분 지역에 이란 종주권을 재확립했던 나디르 샤의 인도 캠페인은 델리 약탈로 절정에 달했으며, 이는 무굴의 권력과 위신을 산산조각 내고 축적된 무굴의 모든 재물을 가져갔다. 무굴은 더 이상 이전처럼 대규모 군대를 유지할 수 없었다. 많은 제국의 엘리트들은 이제 자신들의 문제를 통제하려 했고, 독립 왕국을 형성하기 위해 이탈했다. 그러나 무굴 황제는 주권의 최고 표현으로서 여전히 명목상의 존경을 받았다. 무슬림 귀족뿐만 아니라 마라타, 힌두, 시크 지도자들도 황제를 인도의 주권자로 인정하는 의식에 참여했다.
한편, 점점 더 분열되는 무굴 제국 내 일부 지역 정치 세력은 자신들과 국가를 세계적인 갈등에 휘말리게 했고, 이는 카나틱 전쟁과 벵골 전쟁과 같은 갈등 동안 패배와 영토 상실로 이어질 뿐이었다.

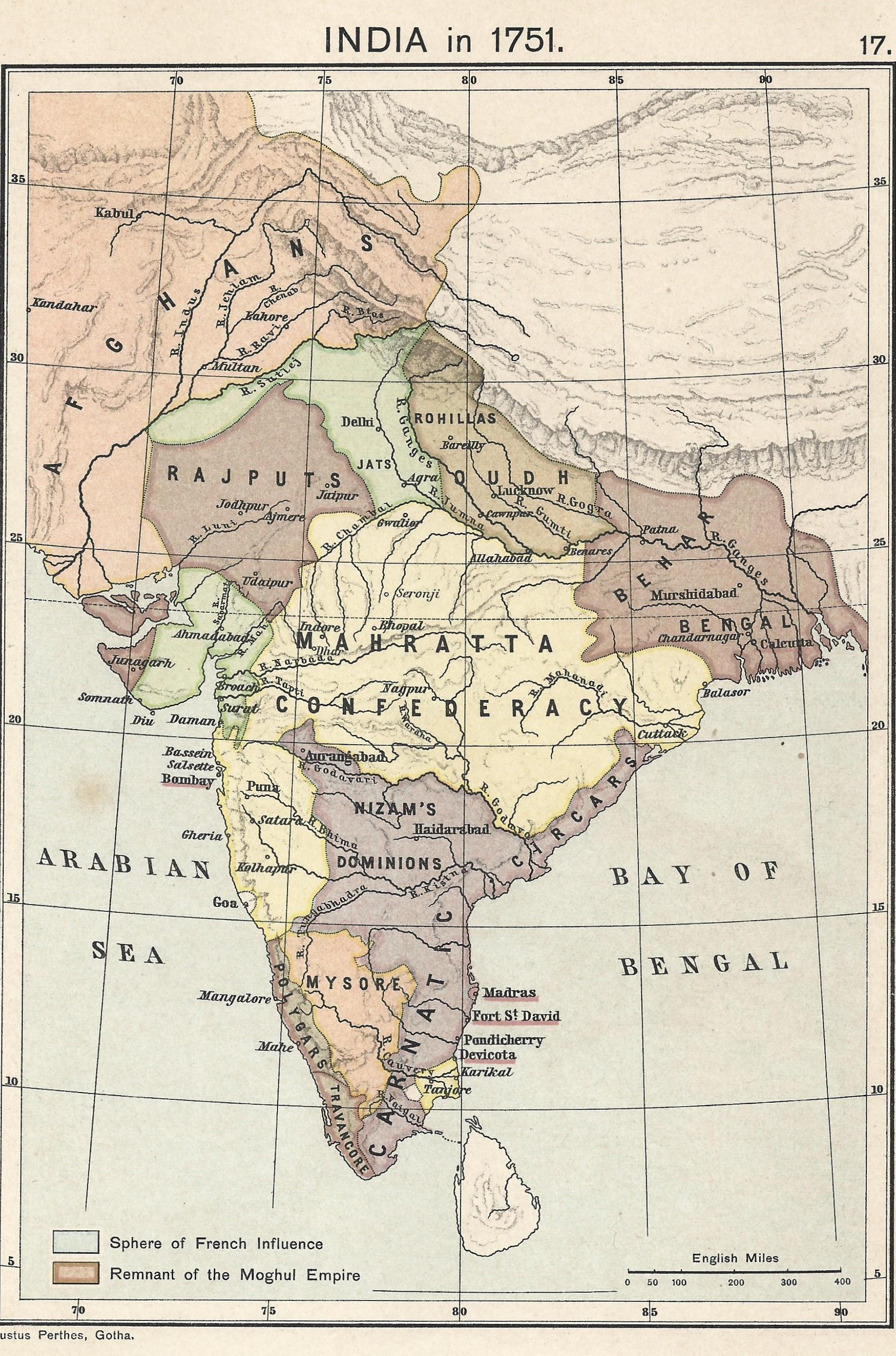
1751년 제국의 잔존 영역

무굴 황제 샤 알람 2세(1759년 ~ 1806년)는 무굴의 쇠퇴를 되돌리려 했지만 허사였다. 델리는 아프간인들에게 약탈당했고, 1761년 마라타 제국과 아프간인 (아흐마드 샤 두라니가 이끔) 사이에 파니파트 제3차 전투가 벌어져 아프간이 승리했을 때, 황제는 수치스럽게도 일시적으로 동쪽의 영국인들에게 피난처를 제공받았다. 1771년, 마라타인들은 델리를 로힐라인들로부터 탈환했으며, 1784년 마라타는 공식적으로 델리에서 황제의 보호자가 되었고, 이러한 상황은 제2차 영국-마라타 전쟁까지 계속되었다. 이후 영국 동인도 회사는 델리에서 무굴 왕조의 보호자가 되었다. 영국 동인도 회사는 1793년 옛 무굴 지방인 벵골-비하르 지역의 통치권(니자마트)을 폐지하고 1858년까지 지속되는 영국의 인도 아대륙 식민 시대의 시작을 알렸다. 1857년까지 옛 무굴 인도 영토의 상당 부분이 동인도 회사의 지배를 받게 되었다. 명목상으로 그가 이끌었던 세포이 항쟁에서 압도적인 패배를 당한 후, 마지막 무굴 황제인 바하두르 샤 2세는 영국 동인도 회사에 의해 1858년 폐위되어 버마의 랑군으로 망명했다.

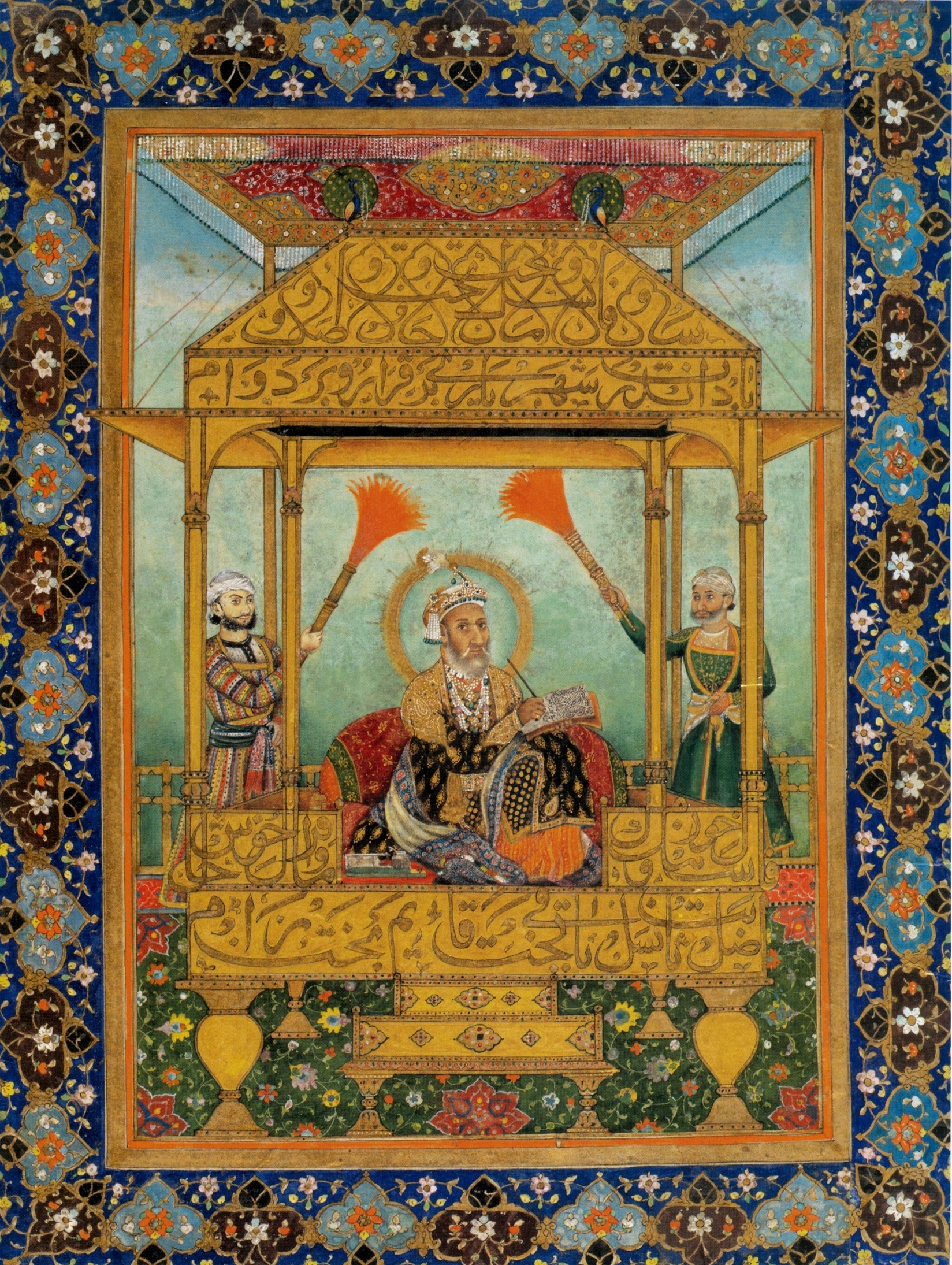
바하두르 샤 2세의 초상화

### 쇠퇴 원인
역사가들은 한 세기 동안의 성장과 번영 이후 1707년에서 1720년 사이에 무굴 제국이 급격히 붕괴한 여러 요인에 대해 다양한 설명을 제시했다. 단명하고 무능하며 나약한 통치자들의 연속과 계승을 둘러싼 내전은 중앙의 정치적 불안정을 초래했다. 무굴 제국은 17세기 동안 사실상 무적의 모습이었지만, 일단 쇠퇴하자 제국주의적 과잉 확장이 명확해졌고, 상황은 회복될 수 없었다. 영국 동인도 회사와 같은 겉보기에는 무해한 유럽 무역 회사들은 초기 쇠퇴에 실질적인 역할을 하지 않았다. 그들은 여전히 인도에 무역과 공장을 설립하기 위해 무굴 통치자들로부터 허가를 받기 위해 경쟁하고 있었다.
재정적으로, 왕위는 주요 관리들인 에미르(귀족)와 그들의 수행원들에게 지불할 수입을 잃었다. 황제는 광범위하게 흩어진 제국 관리들이 중앙 권위에 대한 신뢰를 잃고 지역 유력자들과 거래를 하면서 권위를 상실했다. 제국군은 더욱 공격적인 마라타 제국에 대한 길고 무의미한 전쟁에 갇혀 전투력을 잃었다. 마지막으로 왕위 통제를 둘러싼 일련의 폭력적인 정치적 불화가 발생했다. 파루크시야르 황제가 1719년에 처형된 후, 지역 무굴 계승국들은 지역마다 권력을 장악했다.

## 행정 및 국가

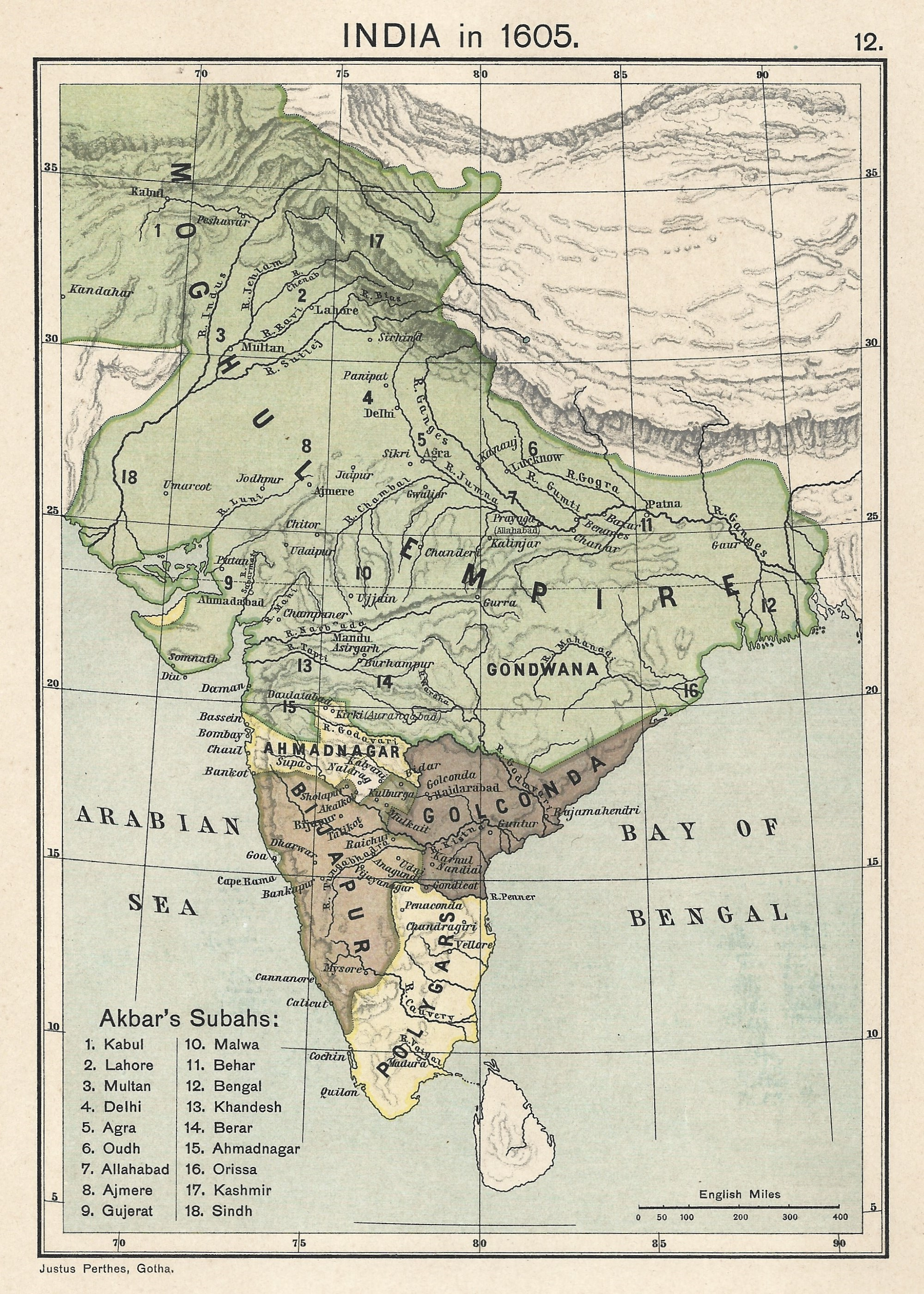
악바르 황제 통치 말기인 1605년의 인도; 지도에는 그의 행정 구역인 수바 또는 지방이 표시되어 있다.

무굴 제국은 고도로 중앙집권화된 관료제를 갖추고 있었으며, 대부분은 제3대 무굴 황제 악바르의 통치 기간 동안 설립되었다. 중앙 정부는 무굴 황제가 이끌었으며, 그 바로 아래에는 4개의 부처가 있었다. '디완'이라고 불리는 관리가 이끄는 재정/세금부는 제국 영토의 세수를 관리하고 세수 수입을 계산하며 이 정보를 사용하여 할당을 분배하는 책임을 맡았다. 군사부(군대/정보)는 '미르 바크시'라는 칭호를 가진 관리가 이끌었으며, 그는 군사 조직, 사절 서비스, 그리고 만사브다리 시스템을 담당했다. 법/종교 후원을 담당하는 부처는 사드르 아스-수드르의 책임이었으며, 그는 판사를 임명하고 자선 단체와 급여를 관리했다. 또 다른 부처는 '미르 사만'이 이끄는 황실과 공공사업에 전념했다. 이 장관들 중에서 디완은 가장 중요했으며, 일반적으로 제국의 와지르(총리) 역할을 했다.

### 행정 구역
제국은 수바(주)로 나뉘었으며, 각 주는 수바다르라고 불리는 주지사가 이끌었다. 중앙 정부의 구조는 주 수준에서도 반영되었다. 각 수바는 자체적인 바크시, 사드르 아스-수드르, 그리고 주지사가 아닌 중앙 정부에 직접 보고하는 재무장관을 두었다. 수바는 다시 '사르카르'라고 알려진 행정 단위로 세분되었고, 이는 다시 '파르가나'라고 알려진 마을 그룹으로 나뉘었다. 파르가나의 무굴 정부는 무슬림 판사와 지역 세금 징수원으로 구성되었다. 파르가나는 무굴 제국의 기본 행정 단위였다.
무굴의 행정 구역은 고정되어 있지 않았다. 영토는 더 나은 행정 통제와 경작 확대를 위해 자주 재편성되고 재구성되었다. 예를 들어, 사르카르는 수바로 변할 수 있었고, 파르가나는 사르카르 사이에서 자주 이동되었다. 분할의 계층 구조는 때때로 모호했는데, 이는 영토가 여러 겹치는 관할권 아래에 속할 수 있었기 때문이다. 행정 구역의 지리적 범위도 모호했다. 무굴 국가는 상세한 토지 조사를 수행할 충분한 자원이나 권한이 없었고, 따라서 이러한 구역의 지리적 경계는 공식화되지 않았으며 지도는 만들어지지 않았다. 대신 무굴인들은 간단한 토지 조사를 기반으로 각 구역의 수입 능력을 평가하기 위해 자세한 통계를 기록했다.

### 수도
무굴 제국은 통치 기간 동안 여러 제국 수도를 세웠다. 이 도시들은 아그라, 델리, 라호르, 파테푸르 시크리였다. 권력은 종종 이 수도들 사이를 오갔다. 때로는 정치적, 군사적 요구에 의해 이러한 이동이 필요했지만, 이념적 이유(예: 악바르의 파테푸르 시크리 설립)나 단순히 새로운 수도를 세우는 비용이 미미했기 때문에 이동하기도 했다. 무굴 역사에서 두 개의 동시 수도가 존재했던 상황은 여러 번 발생했다. 특정 도시들은 아우랑제브가 데칸의 아우랑가바드로 이동한 경우처럼 단기적인 지방 수도로도 사용되었다. 카불은 1526년부터 1681년까지 무굴 제국의 여름 수도였다.
군사 원정 및 왕실 순행에 사용된 황실 야영지는 일종의 이동식 "사실상의" 행정 수도 역할도 했다. 악바르 시대부터 무굴 야영지는 왕실과 관련된 수많은 인물들, 병사들, 노동자들을 동반하여 엄청난 규모를 자랑했다. 모든 행정과 통치는 이 야영지 내에서 이루어졌다. 무굴 황제들은 통치 기간의 상당 부분을 이 야영지에서 보냈다.
아우랑제브 이후, 무굴 제국의 수도는 확고하게 성벽으로 둘러싸인 도시인 샤자하나바드(구 델리)가 되었다.

### 법률

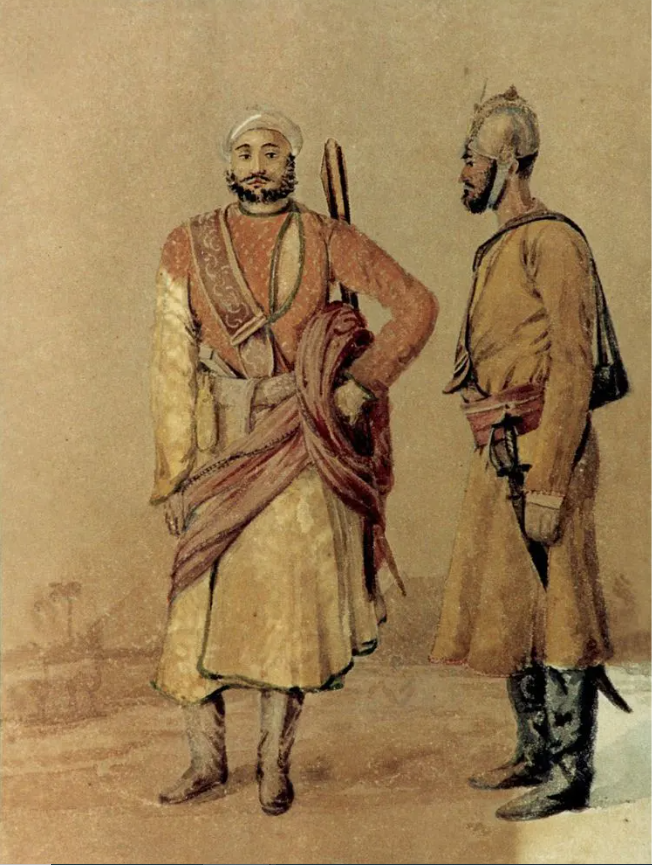
1842년 바하두르 샤 2세 치하 델리의 경찰

무굴 제국의 법률 체계는 상황에 따라 달라졌고 제국의 통치 기간 내내 진화했다. 이슬람 국가였던 무굴 제국은 '피끄흐'(이슬람 법학)를 사용했으며, 따라서 '카디'(판사), '무프티'(법률 자문관), '무흐타시브'(검열관 및 시장 감독관)와 같은 이슬람 법의 기본 기관들이 무굴 제국에 잘 확립되어 있었다. 그러나 정의의 집행은 행정 규칙, 지역 관습, 정치적 편의와 같은 다른 요인에도 의존했다. 이는 무굴 이데올로기에 대한 페르시아의 영향과 무굴 제국이 비무슬림 다수를 통치했다는 사실 때문이었다. 학자 무에즈 칼파우이는 무굴 제국의 사법 기관이 지역 판사들의 부패로 인해 체계적으로 고통받았다고 지적한다.

#### 법률 이념
무굴 제국은 수니파 하나피 학파의 법학 체계를 따랐다. 초기에는 이전의 델리 술탄국으로부터 계승받은 하나피 법률 참고 자료들을 의존했다. 여기에는 알-히다야(최고의 지침)와 파타와 앗-타타르카니야(에미르 타타르칸의 종교적 판결)가 포함되었다. 무굴 제국의 전성기에는 아우랑제브 황제가 파타와 알람기리의 편찬을 명령했다. 이 하나피 법학 총서는 남아시아 상황의 특수성을 다루는 무굴 국가의 중앙 참고 자료 역할을 하고자 했다.
무굴 제국은 또한 페르시아의 왕권 개념을 차용했다. 특히 이는 무굴 황제가 법률 문제에 대한 최고 권위자로 간주된다는 것을 의미했다.

#### 법원
무굴 제국에는 다양한 종류의 법원이 존재했다. 그 중 하나는 카디의 법원이었다. 무굴의 '카디'는 정의를 집행하는 책임을 맡았으며, 여기에는 분쟁 해결, 범죄 심판, 상속 및 고아 처리 등이 포함되었다. '카디'는 문서에서도 추가적인 중요성을 가졌는데, 증서와 세금 기록을 유효하게 하려면 '카디'의 인장이 필요했기 때문이다. '카디'는 단일 직책이 아니라 계층 구조를 이루고 있었다. 예를 들어, 가장 기본적인 종류는 '파르가나'(지역) '카디'였다. 더 명망 있는 직책으로는 이동하는 황실 야영지에 동반하는 '카디 알-쿠다트'(판사 중 판사)와 '카디-이 라슈카르'(군대 판사)가 있었다. '카디'는 일반적으로 황제나 '사드르-우스-수드르'(자선사업 책임자)에 의해 임명되었다. '카디'의 관할권은 무슬림과 비무슬림 모두에게 적용되었다.
자기르다르(지방 세금 징수원)는 특히 고액 사건에 대한 또 다른 종류의 공식적인 접근 방식이었다. 무굴 제국의 백성들은 또한 자신들의 불만을 지역 카디보다 더 많은 권위와 처벌권을 가진 고위 관리들의 법원에 가져갔다. 그러한 관리들에는 코트왈(지역 경찰), 파우즈다르(여러 지역과 병력을 통제하는 장교), 그리고 가장 강력한 수바다르(지방 주지사)가 포함되었다. 일부 경우에는 황제가 직접 정의를 집행하기도 했다. 자한기르는 아그라 요새에 "정의의 사슬"을 설치하여, 불만을 가진 백성들이 사슬을 흔들어 황제의 주의를 끌고 관리들의 비효율성을 우회할 수 있도록 한 것으로 알려져 있다.
공동체 또는 마을 단위에서 운영되는 자율 규제 재판소는 흔했지만, 이에 대한 문서는 거의 존재하지 않는다. 예를 들어, 무굴 시대에 판차야트(마을 의회)가 어떻게 운영되었는지는 불분명하다.

## 경제
무굴 경제는 거대하고 번성했다. 인도는 1750년까지 세계 제조업 생산량의 24.5%를 차지했다. 무굴 인도의 경제는 산업혁명 이전 18세기 서유럽과 유사하게 일종의 프로토산업화로 묘사된다.
현대 역사가들과 연구자들은 일반적으로 무굴 제국의 경제 정책이 무역 및 경제적 목표 달성을 위한 수십억 달러의 거래를 다루는 데 있어 자유방임주의 체제와 유사하다고 동의한다.
무굴인들은 광범위한 도로망을 건설하고 통일된 통화를 만드는 데 기여했다. 제국은 광범위한 도로망을 갖추고 있었는데, 이는 경제 기반 시설에 필수적이었다. 무굴인들이 설립한 공공사업 부서가 제국 전역의 도시들을 연결하는 도로를 설계, 건설, 유지 보수하여 무역을 더 쉽게 만들었다.
제국의 집단적 부의 주요 기반은 제3대 무굴 황제 악바르가 제정한 농업 세금이었다. 이 세금은 농민 경작자의 생산량 절반 이상에 달했으며, 잘 규제된 은화로 지불되어, 농민과 장인들이 더 큰 시장에 진출하도록 이끌었다. 1595년경, 현대 역사가들은 무굴 제국의 연간 국가 수입이 약 9,900만 루피에 달했을 것으로 추정했다.

### 주화

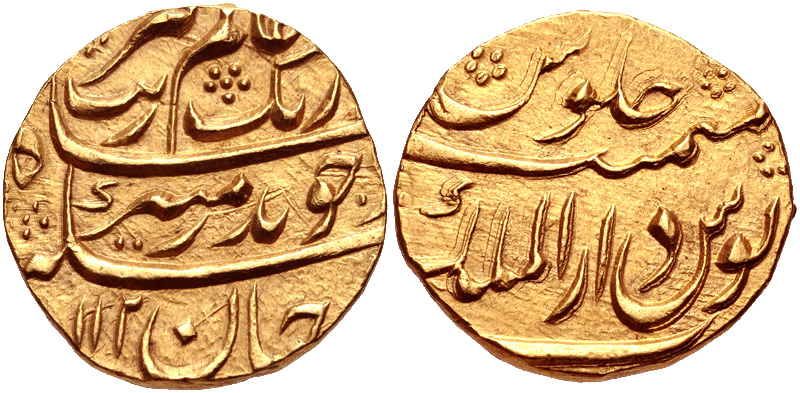
1691/2년 카불에서 주조된 아우랑제브의 주화

무굴은 수르 제국의 황제 셰르 샤 수리가 짧은 통치 기간 동안 도입한 루피(루피야, 은화)와 담(구리화) 화폐를 채택하고 표준화했다. 무굴은 높은 순도(96% 이하로 떨어진 적이 없음)의 주화를 주조했으며, 1720년대까지는 질적저하가 없었다.
인도 자체에 금과 은 재고가 있었음에도 불구하고, 무굴은 자체적인 금 생산은 미미했으며, 주로 수입된 주화용 주괴로 주화를 주조했다. 이는 제국의 강력한 수출 주도 경제 덕분이었는데, 인도 농산물 및 산업 제품에 대한 세계적 수요로 인해 귀금속이 꾸준히 인도로 유입되었다.

### 노동
역사가 쉬린 무스비는 16세기 후반 무굴 경제에 대한 기여도 측면에서 1차 산업이 52%, 2차 산업이 18%, 3차 산업이 29%를 차지했다고 추정한다. 2차 산업은 20세기 초 영국령 인도 제국의 2차 산업 기여도 11%보다 높았다. 도시-농촌 구분에 따르면, 무굴 인도의 노동력 중 18%가 도시인이고 82%가 농촌인으로, 각각 경제에 52%와 48%를 기여했다.
무스비에 따르면, 무굴 인도의 1인당 소득은 16세기 후반에 밀 기준으로 20세기 초 영국령 인도보다 1.24% 높았다. 그러나 의류와 같은 공산품을 고려한다면 이 소득은 낮아져야 했을 것이다. 의류에 대한 지출은 식량 1인당 지출보다 훨씬 적었으므로, 1595년에서 1596년 사이의 상대 소득은 1901년에서 1910년과 비슷해야 한다. 그러나 부가 엘리트들에 의해 축적되는 체제에서는 육체노동에 대한 임금이 억제되었다. 노예제 또한 존재했지만, 주로 가사 노동자로 한정되었다.

### 농업
무굴 제국 치하에서 인도의 농업 생산은 증가했다. 밀, 쌀, 보리와 같은 식량 작물과 면화, 쪽, 아편과 같은 비식량 현금작물을 포함한 다양한 작물이 재배되었다. 17세기 중반까지 인도 농민들은 아메리카 대륙에서 들어온 옥수수와 담배라는 두 가지 새로운 작물을 광범위하게 재배하기 시작했다.
무굴 행정부는 비무굴 황제 셰르 샤 수리 시대에 시작된 농업 개혁을 강조했으며, 악바르는 이를 채택하고 더 많은 개혁으로 발전시켰다. 행정부는 성과에 따른 승진을 통해 계층적으로 조직되었다. 무굴 정부는 제국 전역에 관개 시스템 건설을 지원했으며, 이는 훨씬 높은 작물 생산량을 가져오고 순수입 기반을 늘려 농업 생산을 증가시켰다.
악바르가 도입한 주요 무굴 개혁 중 하나는 자브트라고 불리는 새로운 토지세 제도였다. 그는 이전에 인도에서 흔했고 당시 에도 막부가 사용했던 조공 시스템을 통일된 통화를 기반으로 한 화폐세 시스템으로 대체했다. 조세 시스템은 면화, 쪽, 사탕수수, 나무 작물, 아편과 같은 고가 현금 작물에 유리하게 편향되어 있었으며, 시장 수요 증가 외에 현금 작물 재배를 위한 국가 인센티브를 제공했다. 자브트 시스템 하에서 무굴은 또한 쟁기 경작지 면적을 평가하기 위해 광범위한 토지 대장 작성을 수행했으며, 무굴 국가는 새로운 땅을 경작하는 사람들에게 세금 면제 기간을 제공함으로써 더 많은 토지 경작을 장려했다. 농업 및 경작 확장은 아우랑제브를 포함한 후기 무굴 황제 치하에서도 계속되었다.
무굴 농업은 당시 유럽 농업에 비해 여러 면에서 발전했는데, 인도의 농민들이 유럽에서 채택되기 전부터 씨앗 파종기를 일반적으로 사용한 것이 그 예이다. 기어가 달린 설탕 롤러 밀은 17세기 무굴 인도에서 롤러 원리와 웜 기어를 사용하여 처음 등장했다.

### 산업 제조
무굴 통치 기간 동안 남아시아는 산업 혁명 이전 유럽인들이 탐내던 제조 기술의 매우 비옥한 땅이었다. 1750년까지 인도는 세계 산업 생산량의 약 25%를 생산했다.
무굴 제국의 제조품과 현금 작물은 전 세계적으로 판매되었다. 17~18세기 무굴 시대 인도 아대륙에서 제조업의 성장은 산업혁명 이전 18세기 서유럽과 유사하게 일종의 프로토산업화로 언급된다.
근세 유럽에서는 무굴 인도산 제품, 특히 면직물과 향신료, 후추, 쪽, 비단, 초석(군수품에 사용)과 같은 물품에 대한 상당한 수요가 있었다. 예를 들어, 1650년~1700년 서유럽 패션은 무굴 인도산 직물과 비단에 점점 더 의존하게 되었다.

#### 섬유 산업

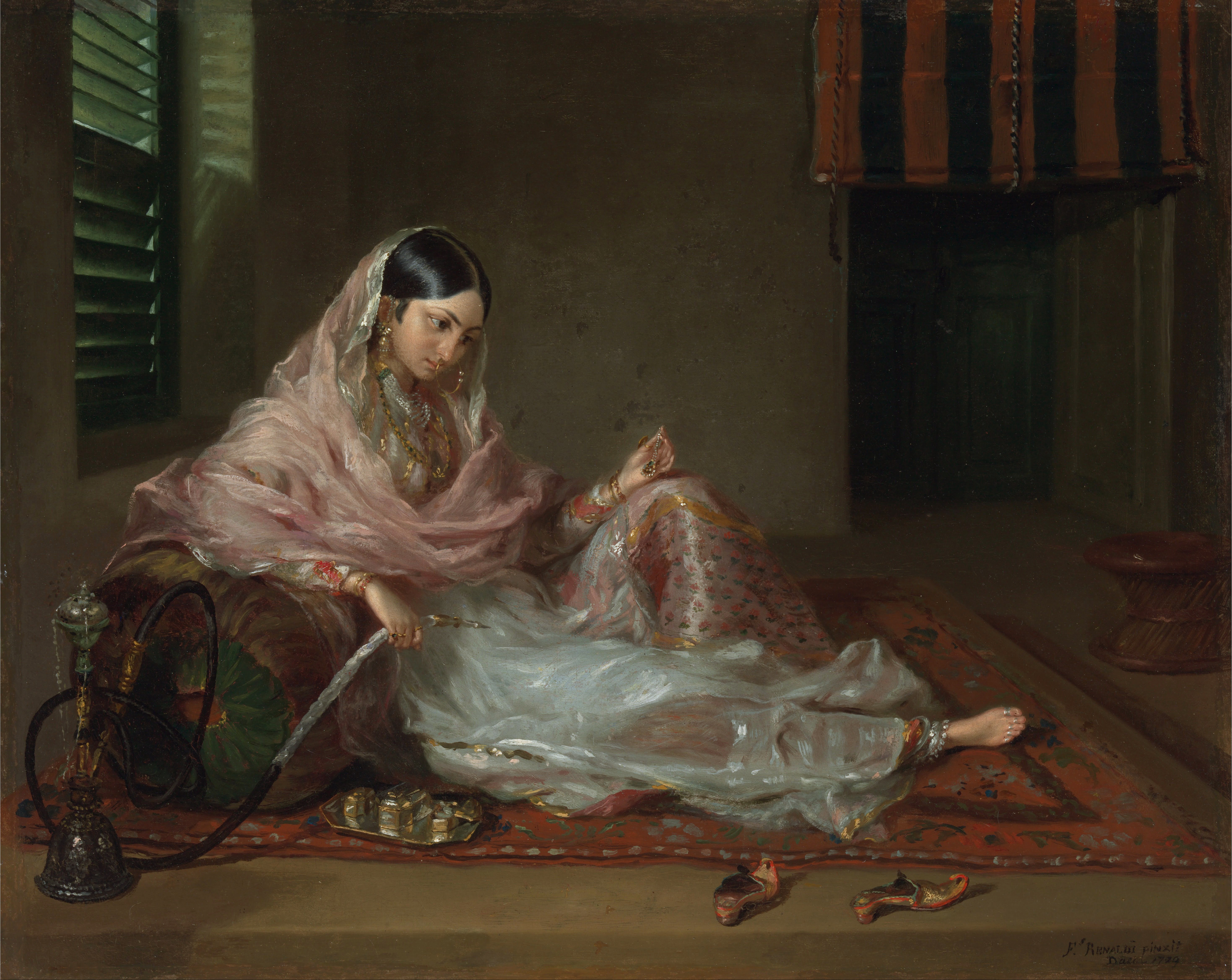
무슬림 여인이 기대어 있거나 후카를 든 인도 소녀, 18세기 다카에서 그려짐

무굴 제국에서 가장 큰 제조업은 섬유산업이었는데, 특히 면직물 제조업으로 직물, 옥양목, 모슬린 생산을 포함했다. 면직물 산업은 제국의 국제 무역에서 큰 부분을 차지했다. 인도는 18세기 초 세계 섬유 무역의 25%를 차지했으며, 18세기 세계 무역에서 가장 중요한 제조 상품이었다. 면 생산의 가장 중요한 중심지는 벵골 지방, 특히 수도 다카 주변이었다.
면 생산은 무굴 시대 직전에 인도 전역에 물레가 확산되면서 발전하여, 실 비용을 낮추고 면화 수요 증가에 기여했다. 물레의 확산과 웜 기어 및 크랭크 손잡이가 롤러 조면기에 통합되면서 무굴 시대 동안 인도의 면직물 생산이 크게 확장되었다.

### 벵골 수바

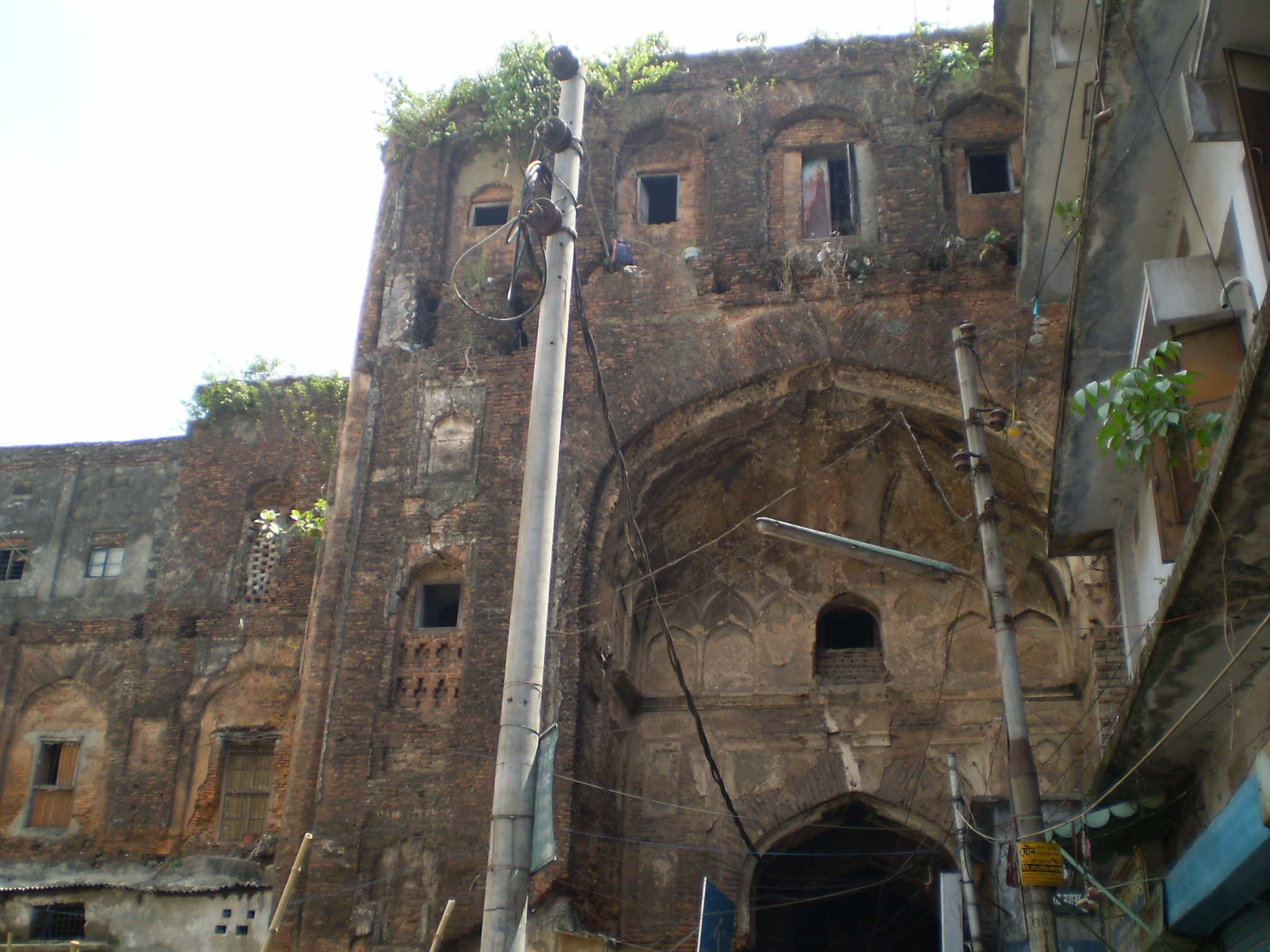
바라 카트라의 유적, 다카.

벵골 수바 지방은 1590년 무굴 제국에 점령된 시점부터 1757년 영국 동인도 회사가 통제권을 장악할 때까지 특히 번성했다. 역사가 C. A. 베일리는 이곳이 아마도 무굴 제국의 가장 부유한 지방이었을 것이라고 썼다. 국내적으로는 인도 대부분이 쌀, 비단, 면직물과 같은 벵골산 제품에 의존했다. 해외적으로는 유럽인들이 면직물, 비단, 아편과 같은 벵골산 제품에 의존했다. 이 지방은 곡물, 소금, 과일, 주류 및 와인, 귀금속 및 장식품의 주요 생산지였다.
무굴 부왕의 150년 통치 이후, 벵골은 1717년 초대 벵골 나와브인 무르시드 쿨리 칸 아래에서 사실상의 독립국이 되었다. 나와브들은 유럽 회사들이 이 지역 전역에 무역소를 설치하는 것을 허용했는데, 유럽인들은 벵골을 무역에 가장 부유한 곳으로 여겼다.

#### 조선 산업
무굴 인도는 대규모 조선 산업을 가지고 있었으며, 이는 주로 벵골 지방에 집중되어 있었다. 경제학자 인드라지트 레이는 16세기에서 17세기 동안 벵골의 연간 조선 생산량을 223,250톤으로 추정하는데, 이는 1769년에서 1771년까지 북미 19개 식민지에서 생산된 23,061톤과 비교된다. 그는 또한 벵골의 선박 수리가 매우 발전했다고 평가한다.

## 인구 통계

### 인구
무굴 제국 치하에서 인도의 인구 성장은 가속화되었는데, 전례 없는 경제 및 인구 통계학적 급증으로 1500년에서 1700년 사이에 인도 인구가 60%에서 253%까지 증가했다. 무굴 시대 인도의 인구 성장은 무굴 시대 이전 인도의 역사에서 알려진 어떤 시점보다도 빨랐다. 아우랑제브 통치 시기에는 무굴 제국에 총 455,698개의 마을이 있었다.
다음 표는 무굴 제국의 인구 추정치를 현대 인도, 파키스탄, 방글라데시 지역을 포함한 남아시아 전체 인구와 세계 인구와 비교한 것이다.
| 연도 | 무굴 제국 인구 | 총 인도 인구 | 남아시아 인구의 % | 세계 인구   | 세계 인구의 % |
| ---- | -------------- | ------------ | ----------------- | ----------- | ------------- |
| 1500 | —              | 100,000,000  | —                 | 425,000,000 | —             |
| 1600 | 115,000,000    | 130,000,000  | 89                | 579,000,000 | 20            |
| 1700 | 158,400,000    | 160,000,000  | 99                | 679,000,000 | 23            |

### 도시화
이르판 하비브에 따르면, 무굴 제국에서는 도시와 마을이 번성했으며, 당시로서는 비교적 높은 도시화율을 보여 인구의 15%가 도시 중심지에 거주했다. 이는 당시 유럽의 도시 인구 비율보다 높았으며, 19세기 영국령 인도의 도시 인구 비율보다도 높았다. 유럽의 도시화율은 19세기가 되어서야 15%에 도달했다.
악바르 통치 시절인 1600년, 무굴 제국의 도시 인구는 최대 1,700만 명으로, 제국 전체 인구의 15%를 차지했다. 이는 당시 유럽 전체의 도시 인구보다 많았고, 한 세기 후인 1700년에도 잉글랜드, 스코틀랜드, 웨일스의 도시 인구는 전체 인구의 13%를 넘지 못했으며, 영국령 인도 제국은 1800년에 전체 인구의 13% 미만, 1881년에는 9%로, 이전 무굴 시대보다 감소했다. 1700년까지 무굴 인도의 도시 인구는 2,300만 명으로, 1871년 영국령 인도의 도시 인구 2,230만 명보다 많았다.
이러한 추정치는 팀 다이슨에 의해 과장된 것으로 비판받았다. 다이슨에 따르면 무굴 제국의 도시화율은 9% 미만이었다.
역사가 니자무딘 아흐마드(1551년 ~ 1621년)는 악바르 통치 시기에 120개의 대도시와 3200개의 마을이 있었다고 보고했다. 인도 내 여러 도시에는 25만에서 50만 명 사이의 인구가 거주했으며, 더 큰 도시로는 아그라의 80만 명, 라호르의 70만 명, 다카의 100만 명 이상, 델리의 60만 명 이상이 포함되었다.
도시들은 상품 판매를 위한 시장 역할을 했고, 다양한 상인, 무역업자, 상점 주인, 장인, 고리대금업자, 직공, 공예가, 관리, 종교인들을 위한 주거지를 제공했다. 그러나 몇몇 도시들은 제조업이나 상업 중심지라기보다는 군사 및 정치 중심지였다.

## 문화

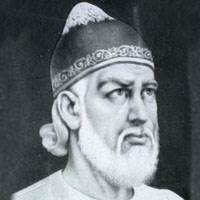
굴람 함다니 무샤피, 그 이전에는 다양한 이름으로 불리던 언어에 1780년경 "우르두어"라는 이름을 처음 사용했다고 여겨지는 시인.

일반적으로 고전 역사 서술은 무굴 제국의 기원을 정착 농경 사회로 묘사했다. 그러나 앙드레 윙크, 조스 J. L. 곰만스, 아나톨리 하사노프, 토마스 J. 바필드 등 현대 역사가들은 무굴 제국이 유목 문화에서 기원했다고 주장했다. 피우스 말레칸다틸은 무굴 제국이 유목 문명에서 기원한 것은 사실이지만, 군사 전통에서 알 수 있듯이 시간이 지남에 따라 더 정착화되었다고 주장했다. 무굴 제국은 남아시아 역사에서 근세 및 현대에 결정적인 영향을 미쳤으며, 인도, 파키스탄, 방글라데시, 아프가니스탄에서 문화적 기여를 통해 그 유산이 남아 있다.

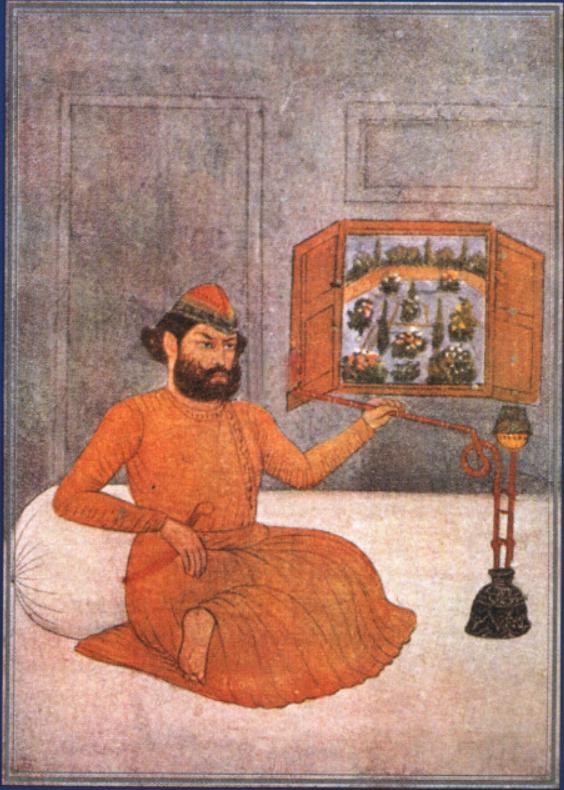
18세기 무굴 제국의 우르두어 시인 미르 타키 미르

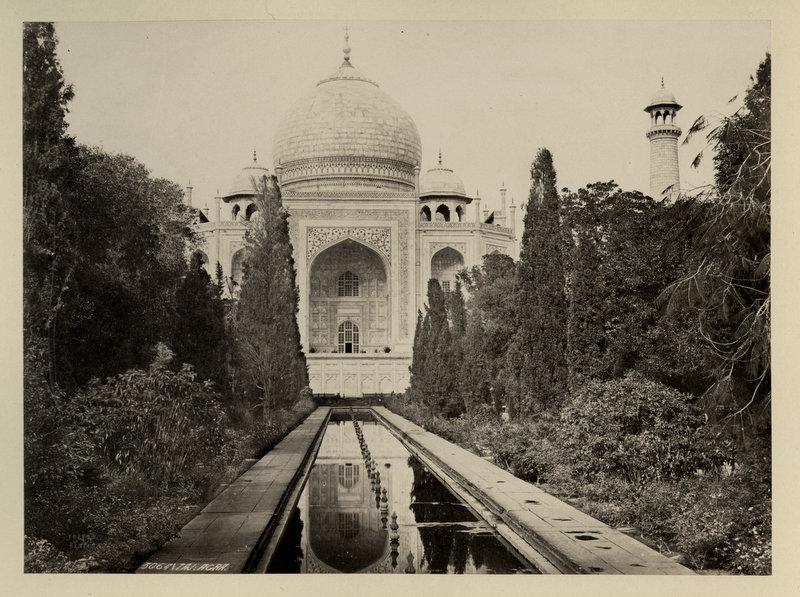
1870년대 타지마할

- 남아시아의 소규모 정치 체제들을 통합한 중앙집권적 제국 통치.[144]
- 페르시아 미술과 문학을 인도 미술과 통합.[145]

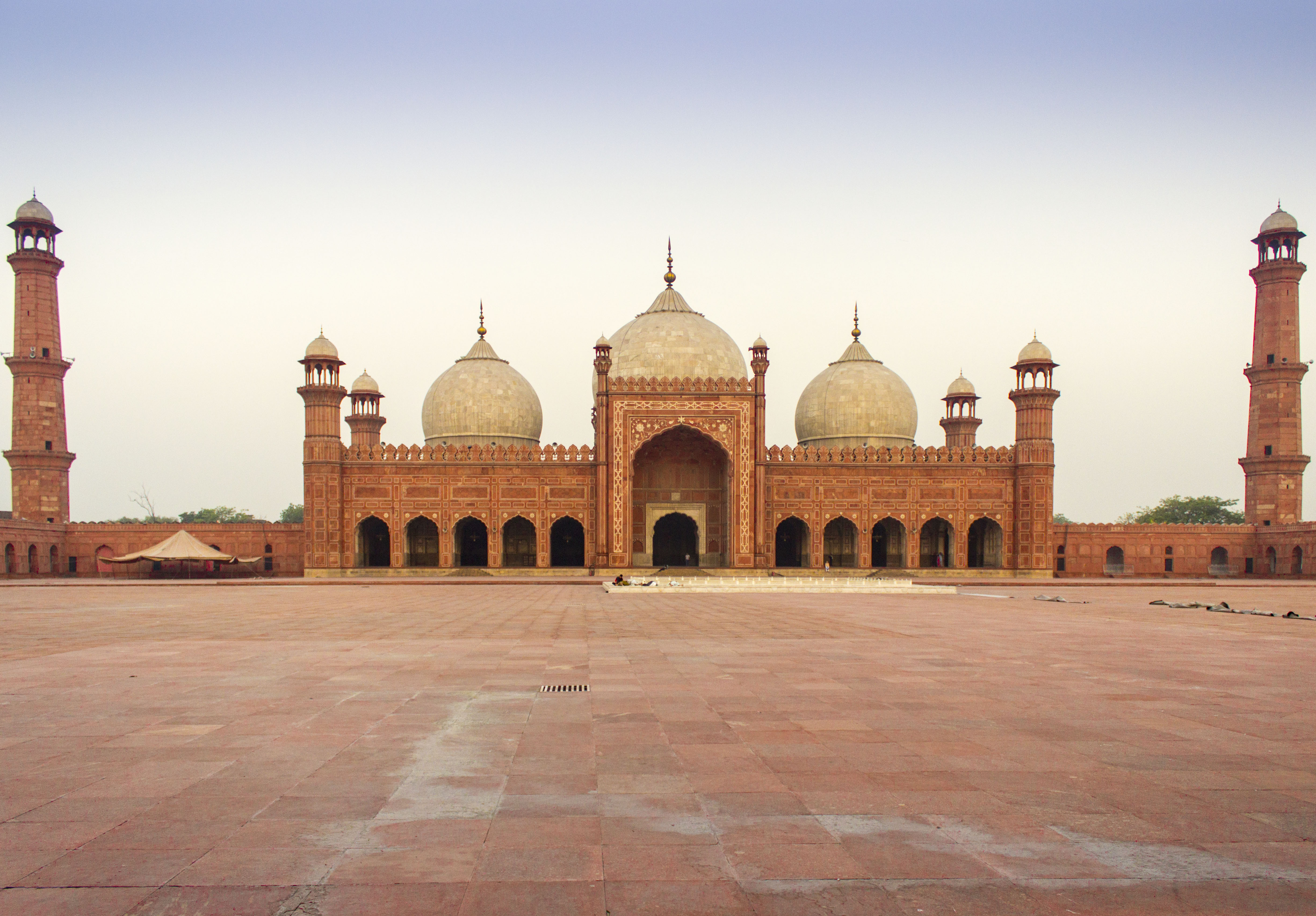
바드샤히 모스크, 파키스탄 라호르.

- 남아시아, 이란, 중앙아시아 요리 양식이 혼합된 무굴 요리의 발전.
- 모슬린, 비단, 브로케이드, 벨벳 등 화려하게 장식된 직물을 활용한 무굴 복식, 보석 및 패션의 발전.
- 고대 힌디어에 대한 페르시아어의 영향으로 힌두스탄어의 발전.[146]
- 무굴 정원을 통한 정교한 이란식 수리 시설과 원예 도입.[147]
- 인도 아대륙에 튀르크식 목욕탕 도입.
- 무굴 건축 및 인도 건축의 진화와 발전, 그리고 이어서 후기 라지푸트 및 시크 궁전 건축의 발전. 유명한 무굴 유적은 타지마할이다.
- 인도 레슬링의 페흘와니 양식 발전, 인도 말라-유다와 페르시아 바르제쉬-에 바스타니의 조합.[148][149]
- 마크타브 학교의 건설로, 청소년들은 쿠란과 샤리아 같은 이슬람 법률(예: 파타와 알람기리)을 모국어로 배웠다.
- 힌두스탄 고전 음악의 발전,[150] 그리고 시타르와 같은 악기.

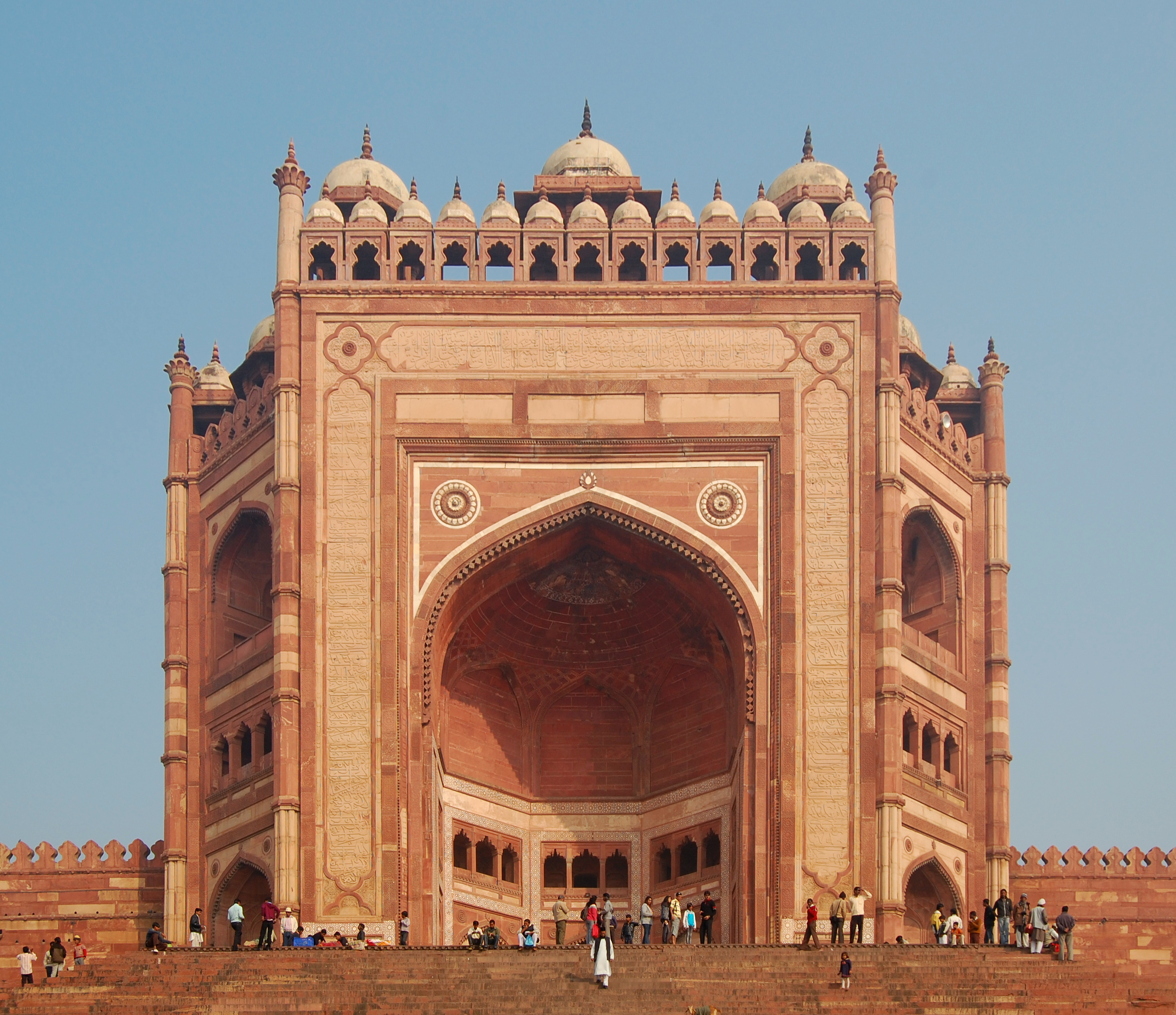
인도 아그라 파테푸르 시크리의 불란드 다와자

### 풍습
무굴 제국 왕족들의 결혼 행렬은 사치스러운 선물에 대한 많은 기록이 남아있다. 한 예로 악바르 황제의 아들인 살림과 비자푸르 술탄국의 통치자인 라자 바그완트 다스의 딸과의 결혼식에서는 바그완트 다스가 많은 말, 코끼리 100마리, 아비시니아, 캅카스, 그리고 인도 원주민 출신의 남녀 노예들을 포함한 선물을 바쳤으며, 이들은 다양한 금은 식기를 지참금으로 가져왔다.

### 건축
무굴인들은 독특한 건축 양식의 발전을 통해 인도 아대륙에 큰 기여를 했다. 이 양식은 초기 인도-이슬람 건축뿐만 아니라 이란 건축과 중앙아시아 건축(특히 티무르 건축)에서 유래했으며, 힌두 건축의 추가적인 영향을 통합했다. 무굴 건축은 특히 양파 돔, 첨두 아치, 정교하게 구성되고 다듬어진 외관, 그리고 건축 재료로 단단한 붉은 사암과 대리석을 사용하는 것으로 구별된다.
더욱이, 윌리엄 달림플은 1857년 무굴의 델리 함락 마지막 날에 델리에 빙실 구조물이 존재했다고 언급했다. 샤 자한 황제는 델리 북쪽 시르마우르구에 빙실을 설립했다고 기록했다.
많은 기념물들이 무굴 시대 무슬림 황제들, 특히 샤 자한에 의해 건설되었는데, 그 중에는 타지마할도 포함된다. 타지마할은 유네스코 세계유산으로 지정되었으며 "인도 이슬람 예술의 보석이자 세계 유산 중 보편적으로 존경받는 걸작 중 하나"로 여겨진다. 매년 700~800만 명의 방문객이 찾는다. 왕조가 건설한 궁전, 무덤, 정원, 요새들은 오늘날 아그라, 마하라슈트라주 아우랑가바드, 델리, 다카, 파테푸르 시크리, 자이푸르, 라호르, 카불, 셰이쿠푸라, 그리고 인도, 파키스탄, 아프가니스탄, 방글라데시의 다른 많은 도시들에 남아 있다. 예시는 다음과 같다:
| 인도 | 파키스탄 | 방글라데시 | 아프가니스탄                                                            |
| --- | --- | --- | ----------------------------------------------------------------------- |

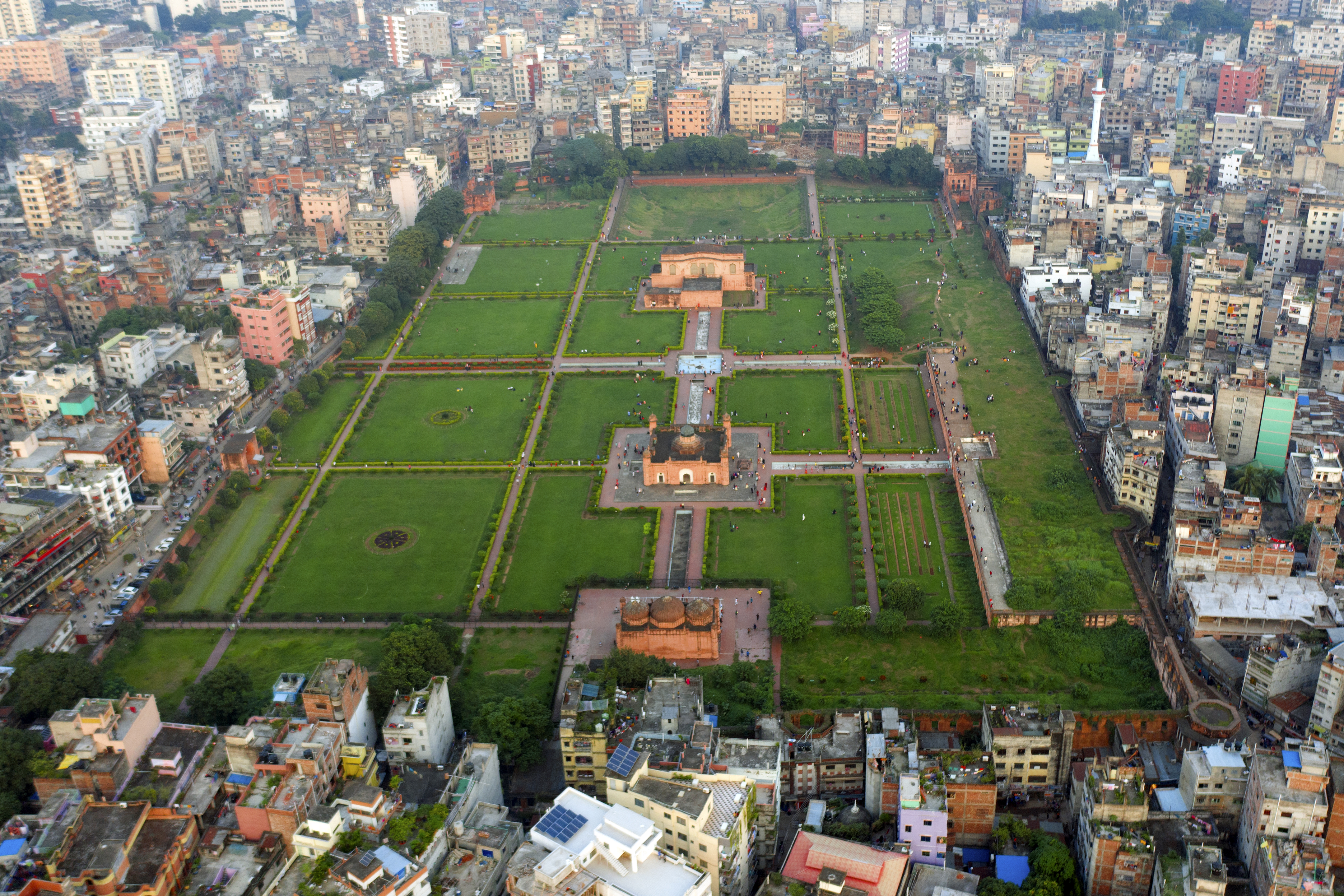
방글라데시 다카의 랄바그 요새 항공 사진

| - 인도 아그라의 타지마할 - 인도 아그라의 아그라 요새 - 인도 아그라의 불란드 다와자 - 인도 시칸드라의 악바르 묘지 - 인도 시칸드라의 마리암-우즈-자마니의 무덤 - 인도 델리의 델리의 후마윤 묘지 - 인도 델리의 델리의 자마 마스지드 - 인도 델리의 붉은 요새 - 인도 델리의 순다르 너서리 - 인도 델리의 푸라나 킬라 - 인도 델리의 셰르 만달 - 인도 핀조르의 핀조르 가든 - 인도 스리나가르의 샬리마르 바그 (스리나가르) - 인도 스리나가르의 니샤트 바그 - 인도 스리나가르의 차슈메 샤히 - 인도 스리나가르의 파리 마할 - 인도 스리나가르의 베리나그 정원 - 인도 프라야그라지의 알라하바드 요새 - 인도 자운푸르의 샤히 교량 - 인도 아우랑가바드의 비비 카 마크바라 - 인도 하리아나의 코스 미나르 - 인도 파루크나가르의 바올리 가우스 알리 샤 | - 파키스탄 라호르의 바드샤히 모스크 - 파키스탄 라호르의 샬리마르 정원 - 파키스탄 라호르의 라호르성 - 파키스탄 라호르의 샤히 함맘 - 파키스탄 라호르의 와지르 칸 모스크 - 파키스탄 라호르의 자한기르의 무덤 - 파키스탄 라호르의 아나르칼리의 무덤 - 파키스탄 라호르의 누르 자한의 무덤 - 파키스탄 라호르의 아시프 칸의 무덤 - 파키스탄 라호르의 베굼 샤히 모스크 - 파키스탄 라호르의 악바리 사라이 - 파키스탄 셰이쿠푸라의 히란 미나르 - 파키스탄 페샤와르의 마하바트 칸 모스크 - 파키스탄 물탄의 샤히 이드 가 모스크 - 파키스탄 수쿠르의 마숨 샤 영묘 - 파키스탄 탁실라의 로사르 바올리 - 파키스탄 타타의 마클리 네크로폴리스 - 파키스탄 타타의 샤 자한 모스크 | - 방글라데시 다카의 무굴 이드가 - 방글라데시 다카의 랄바그 요새 - 방글라데시 실헤트의 샤히 이드가 - 방글라데시 차파이 나왑간지의 무굴 타하카나 - 방글라데시 다카의 사트 감부즈 모스크 - 방글라데시 치타공의 마스지드-이-시라지 웃-다울라 - 방글라데시 다카의 알라쿠리 모스크 - 방글라데시 다카의 차우크바자르 샤히 마스지드 - 방글라데시 랑푸르의 랄디기 마스지드 - 방글라데시 다카의 칸 무함마드 므리다 모스크 - 방글라데시 치타공의 왈리 칸 모스크 - 방글라데시 다카의 샤이스타 칸 모스크 - 방글라데시 다카의 무사 칸 모스크 - 방글라데시 다카의 샤바즈 칸 모스크 - 방글라데시 다카의 카르탈랍 칸 모스크 - 방글라데시 다카의 아짐푸르 모스크 - 방글라데시 소나르가온의 고알디 모스크 - 방글라데시 탕가일의 아티아 모스크 - 방글라데시 브라만바리아의 아리파일 모스크 - 방글라데시 노아칼리의 바지라 샤히 모스크 - 방글라데시 쿨나의 모스지드쿠르 모스크 - 방글라데시 디나지푸르의 나야바드 모스크 - 방글라데시 실헤트의 가예비 디기 마스지드 - 방글라데시 다카의 후사이니 달란 - 방글라데시 다카의 바라 카트라 - 방글라데시 나라얀간지의 하지간지 요새 - 방글라데시 문시간지의 이드라크푸르 요새 - 방글라데시 다카의 초토 카트라 - 방글라데시 나라얀간지의 소나칸다 요새 | - 아프가니스탄 카불의 바부르 정원 - 아프가니스탄 카불의 샤자하니 모스크 |

### 예술과 문학

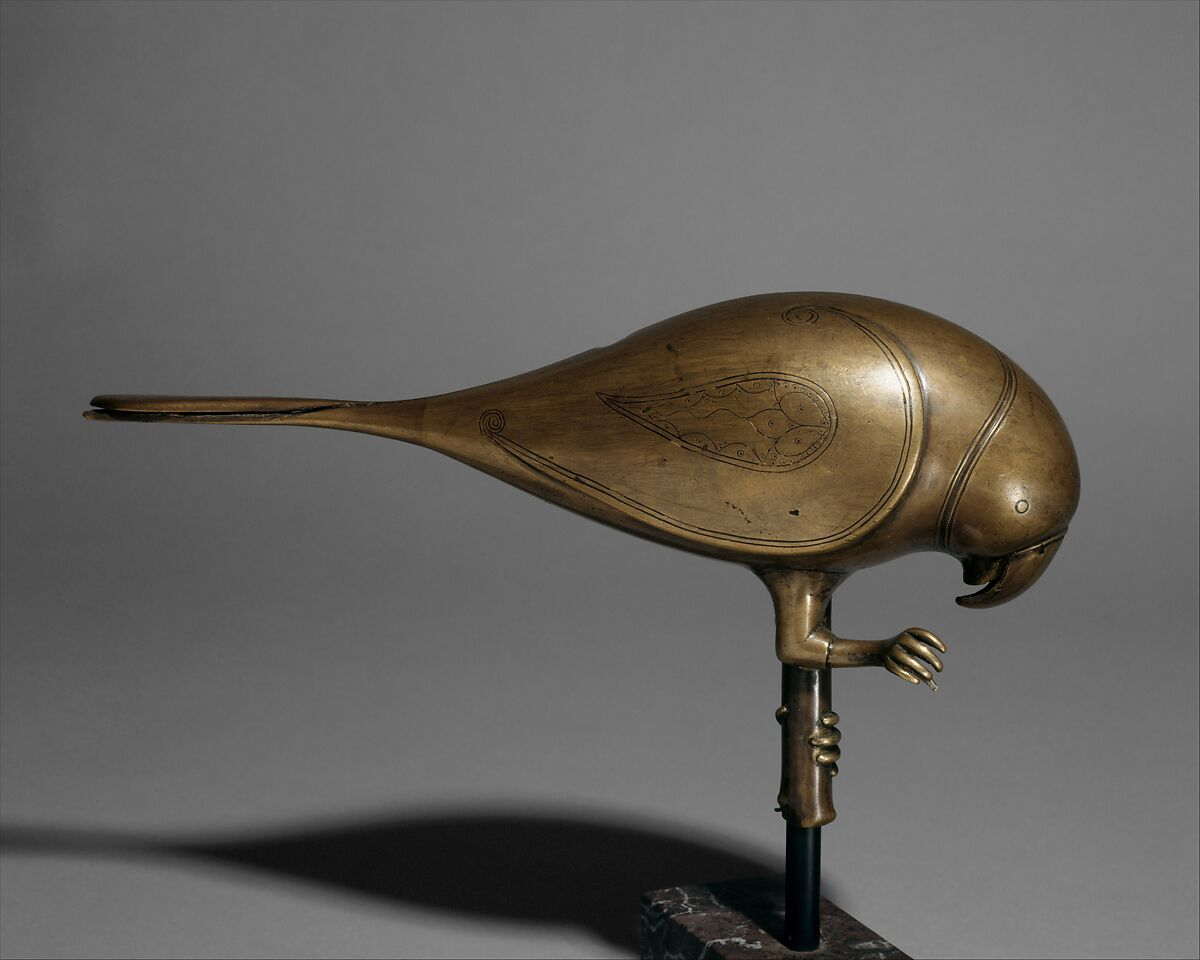
앵무새 모양의 장식, 무굴 제국, 17세기.

주로 채색 세밀화와 작은 고급 사물로 표현된 무굴 예술 전통은 이란, 인도, 중국, 그리고 르네상스 유럽의 양식적 및 주제적 요소를 차용한 절충적인 양상을 띠었다. 무굴 황제들은 종종 사파비 궁정에서 이란인 제본사, 삽화가, 화가, 서예가를 영입했는데, 이는 그들의 티무르 양식의 공통점과 이란 예술 및 서예에 대한 무굴의 친화성 때문이었다. 무굴 황제들이 의뢰한 세밀화는 처음에는 사건이 풍부한 역사적 장면과 궁정 생활을 묘사하는 책을 삽화하는 대규모 프로젝트에 집중했지만, 나중에는 앨범용 단일 이미지에 초점을 맞추어 초상화와 동물 그림을 통해 자연 세계의 고요함과 아름다움에 대한 깊은 감상을 보여주었다. 예를 들어, 자한기르 황제는 우스태드 만수르와 같은 뛰어난 예술가들에게 제국 전역의 특이한 동식물을 사실적으로 묘사하도록 의뢰했다.
악바르와 자한기르가 삽화를 명령한 문학 작품들은 힌두 서사시인 마하바라타의 페르시아어 번역본인 라즈맘나와 같은 서사시부터 바부르나마와 악바르나마, 그리고 투자크-이-자한기리와 같은 왕조의 역사 회고록이나 전기까지 다양했다. 서예와 예술적 장면으로 화려하게 장식된 앨범('무라카')은 장식 테두리가 있는 페이지에 부착된 후 도장이 찍히고 금박을 입히거나 채색되고 래커칠된 가죽 표지로 제본되었다. 아우랑제브(1658년 ~ 1707년)는 종교적 이유로 그림의 열렬한 후원자가 아니었으며, 1668년경부터 궁정의 화려함과 의례에서 멀어져 이후에는 더 이상 그림을 의뢰하지 않았을 것이다.

무굴 시대에 편찬된 페르시아어 사전 파르항-이-자한기리의 folio.

### 언어
무굴 궁정 역사가 아미나이 카즈비니에 따르면, 샤 자한 시대에는 황제가 몇몇 차가타이어 단어만 알고 있었고, 어릴 때부터 언어 학습에 거의 관심을 보이지 않았다고 한다. 무굴인들은 튀르크몽골 기원이었음에도 불구하고, 그들의 통치는 인도 아대륙에서 페르시아어의 부활과 전성기를 가져왔고, 16세기 말까지 투르키(차가타이)어는 궁정에서 상대적으로 소수만이 이해했다. 문학 후원과 함께 페르시아어는 공식 언어 및 궁정 언어로 제도화되었고, 이로 인해 페르시아어는 무굴 인도의 많은 주민들에게 거의 제1외국어의 지위를 얻게 되었다. 역사가 무자파르 알람은 무굴인들이 다양한 제국을 통합하기 위해 페르시아어를 포괄적인 인도-페르시아 정치 문화의 수단으로 의도적으로 사용했다고 주장한다. 페르시아어는 남아시아 언어에 지대한 영향을 미쳤다. 오늘날 힌두스탄어로 알려진 한 언어는 후기 무굴 시대에 제국의 수도 델리에서 발전했다. 이 언어는 샤 자한의 통치부터 무굴 궁정에서 문학 언어로 사용되기 시작했으며, 그는 이를 자신의 다스탄 (산문 로맨스) 언어로 묘사하고 페르시아어를 대체하여 무슬림 엘리트의 비공식 언어가 되었다. 현대 시인 미르 타키 미르에 따르면, "우르두어는 왕의 권위에 의한 힌두스탄의 언어였다."

## 군사

### 화약전

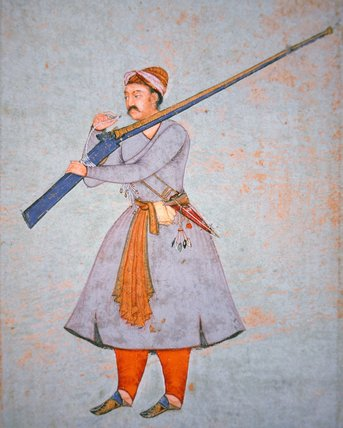
16세기 무굴 화승총 소총병

무굴 인도는 오스만 제국 및 사파비 제국과 함께 3대 이슬람 화약제국 중 하나였다. 로디 왕조의 라호르 총독 다울라트 칸 로디가 로디 술탄 이브라힘 칸에 대한 반란을 지지해달라고 요청했을 때, 바부르는 이미 화약 화기와 야전포에 익숙했으며, 이를 배치하는 방법을 알고 있었다. 바부르는 1526년 파니파트 제1차 전투에서 이슬람 전문가 우스태드 알리 쿨리가 보여준 표준 오스만 진형을 사용했다. 이 진형은 중앙에 마차로 보호받는 포병과 화기 장비 보병, 양쪽 날개에는 기마 궁수로 구성되어 있었다. 수적으로 우세했지만 화약 무기가 없는 델리 술탄국에 충성하는 아프간과 라지푸트 군대가 패배했다. 티무르 군대의 결정적인 승리는 제국 역사상 상대방이 무굴 왕자들을 전면전에서 거의 만나지 않은 이유 중 하나이다. 인도에서는 코지코드(1504년)와 디우(1533년)에서 청동으로 만든 총이 발견되었다.
악바르를 위해 일했던 페르시아의 박식가이자 기계공학자 파툴라 시라지( 1582년c.)는 초기 다연장총을 개발했다. 고대 그리스와 중국에서 이전에 사용되었던 폴리볼로스와 연노와는 달리, 시라지의 속사포는 여러 개의 총포신을 가지고 있었으며 화약이 장전된 핸드 캐넌을 발사했다. 이는 제사총의 일종으로 볼 수 있다.

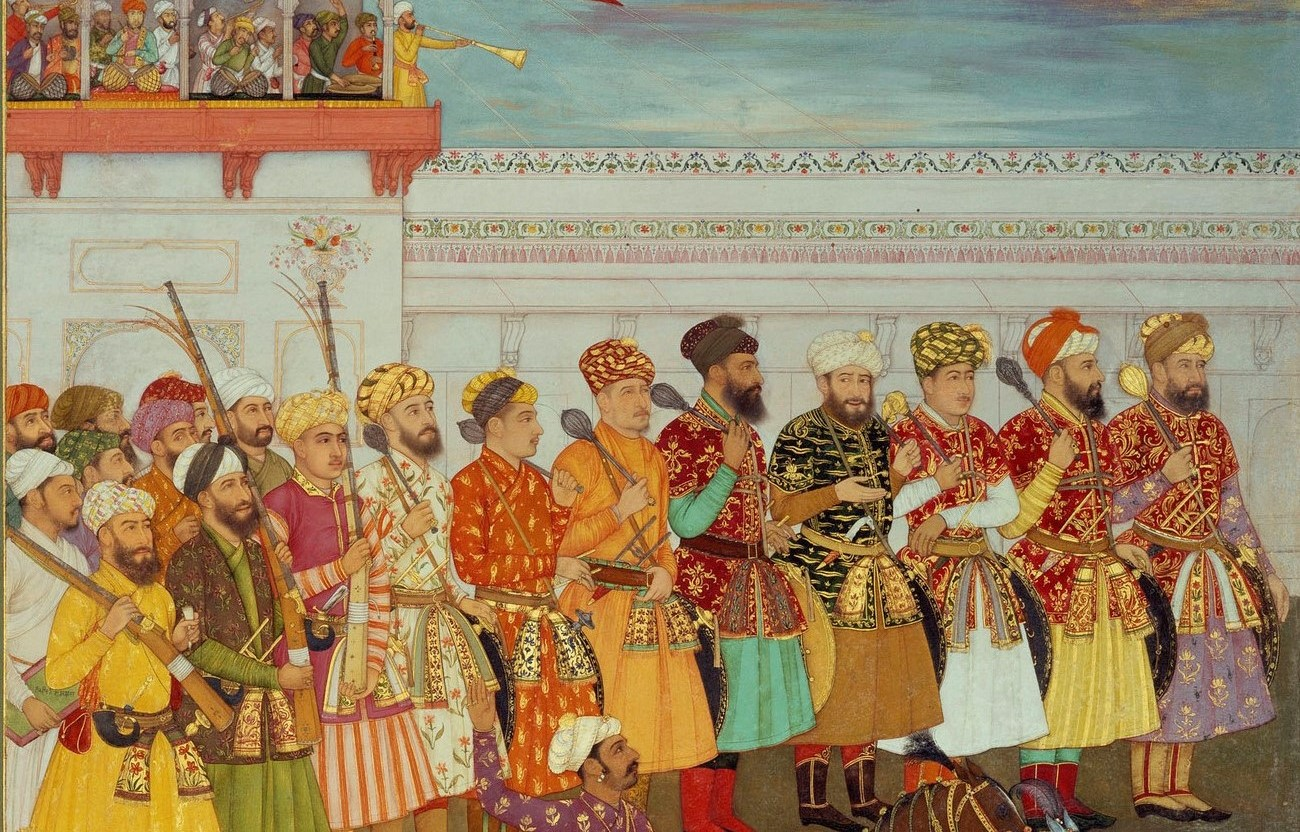
17세기 무굴 총사

17세기까지 인도인들은 다양한 화기를 제조하고 있었다. 특히 대포는 탄조레, 다카, 비자푸르, 무르시다바드에서 눈에 띄게 많이 생산되었다.

### 로켓 및 폭발물
16세기, 악바르는 특히 전투 코끼리에 대항하여 산발 전투에서 '반스'로 알려진 금속 실린더 로켓을 처음으로 개시하고 사용했다. 1657년, 무굴군은 비다르 공방전에서 로켓을 사용했다. 아우랑제브 왕자의 군대는 성벽을 오르면서 로켓과 수류탄을 발사했다. 시디 마르잔은 그의 대규모 화약고에 로켓이 명중하여 치명상을 입었고, 27일간의 격렬한 전투 끝에 비다르는 무굴군에 의해 함락되었다.
그리스 불과 화약의 역사에서 제임스 리딕 파팅턴은 인도 로켓과 폭발물 지뢰에 대해 다음과 같이 기술했다.
인도 전쟁 로켓은 유럽에서 그러한 로켓이 사용되기 전까지는 강력한 무기였다. 그것들은 대나무 막대, 막대에 묶인 로켓 몸체, 그리고 쇠 끝부분을 가지고 있었다. 그것들은 목표물에 조준되어 심지에 불을 붙여 발사되었지만, 궤적은 다소 불규칙했다. 악바르와 자한기르 시대에는 폭발 화약이 장전된 지뢰와 역지뢰의 사용이 언급되었다.

## 과학
마드라사의 새로운 교육 과정은 울룸-이-무칼라트(합리적 과학)의 중요성을 강조하고, 기하학, 의학, 철학, 수학과 같은 새로운 과목들을 도입했다. 새로운 교육 과정은 일련의 저명한 학자, 공학자, 건축가들을 배출했다.

### 천문학

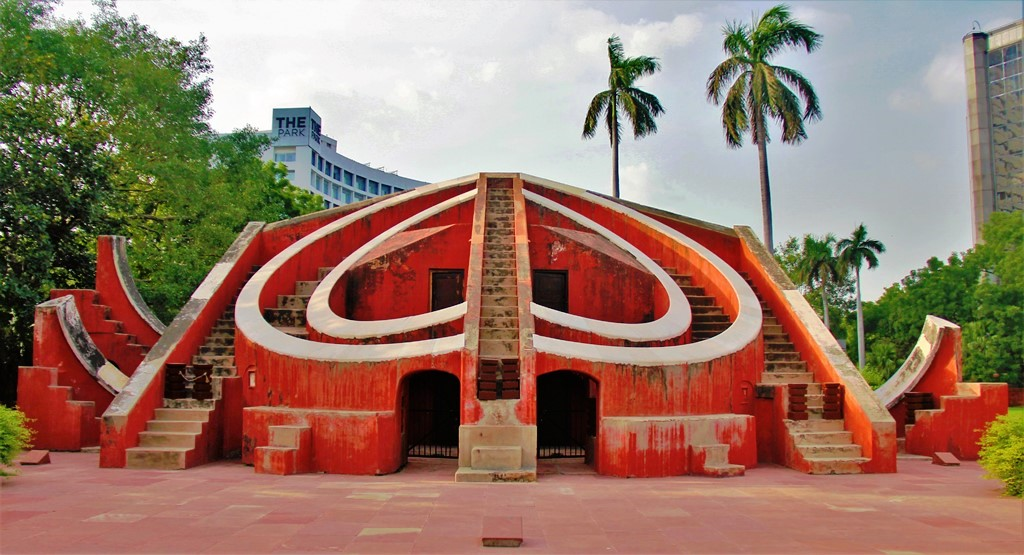
자이 싱 2세가 건설한 델리의 잔타르 만타르

이론 천문학에 대한 관심은 거의 없었지만, 무굴 천문학자들은 관측천문학에서 진전을 이루었고 일부 지즈 논문을 저술했다. 후마윤은 델리 근처에 개인 관측소를 건설했다. 술라이만 나드비에 따르면, 자한기르와 샤 자한도 관측소를 건설할 의도가 있었으나 그러지 못했다. 무굴 관측소에서 사용된 천문 기구와 관측 기술은 주로 이슬람 천문학에서 유래했다. 17세기에 무굴 제국은 이슬람과 힌두 천문학의 종합을 보았는데, 이슬람 관측 기구가 힌두 계산 기술과 결합되었다.
무굴 제국의 쇠퇴기에 힌두 왕 암베르의 자이 싱 2세는 무굴 천문학의 작업을 계속했다. 18세기 초, 그는 울루그 베그의 사마르칸트 울루그 베그 천문대와 경쟁하고, 싯단타의 초기 힌두 계산과 지즈-이-술타니의 이슬람 관측을 개선하기 위해 여러 개의 큰 관측소인 얀트라 만디르를 건설했다. 그가 사용한 기구는 이슬람 천문학의 영향을 받았고, 계산 기술은 힌두 천문학에서 파생되었다.

### 야금학

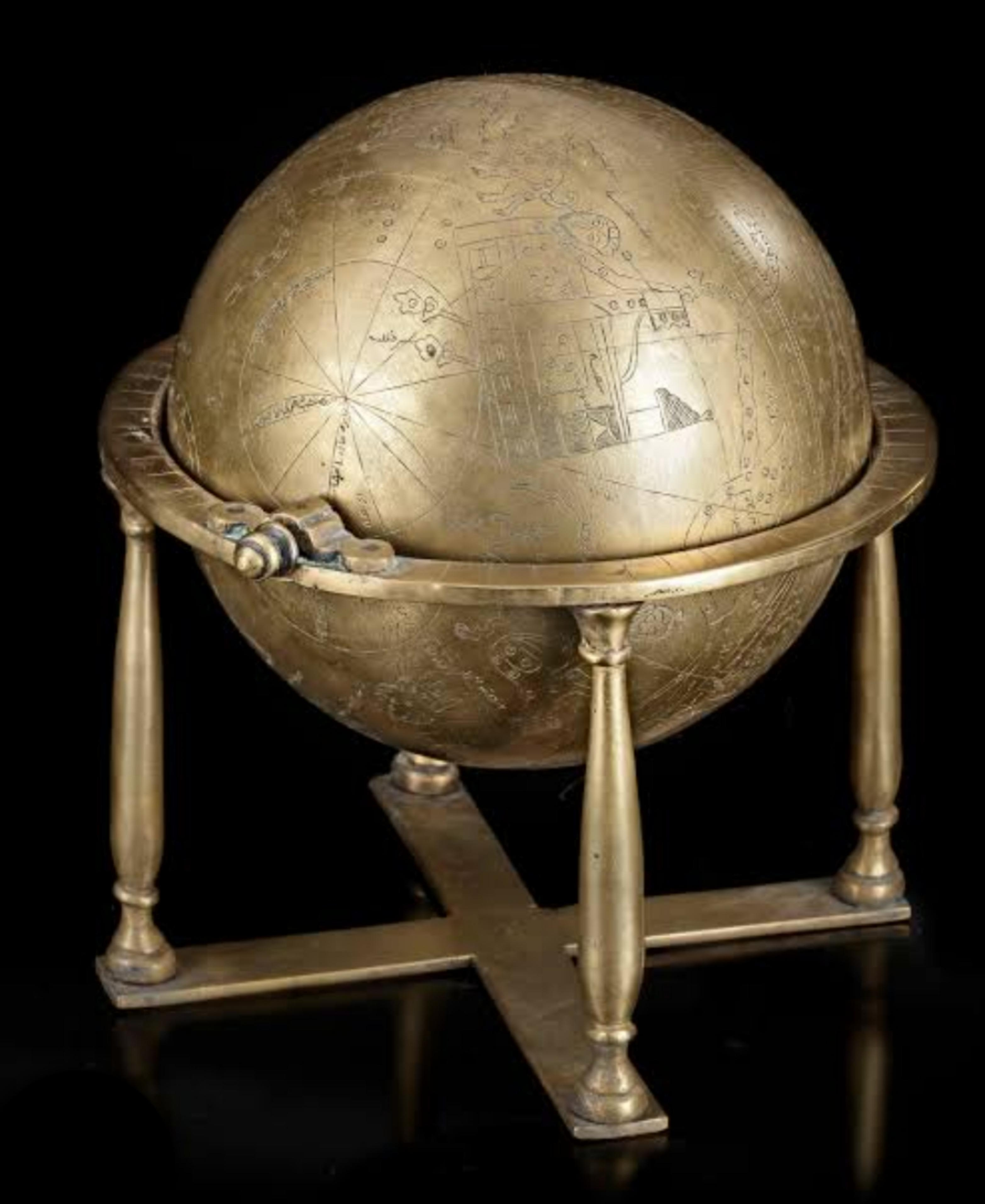
무함마드 살리 타트비가 만든 천구의, c. 1663년

무굴 제국 내 사회는 장인들을 위한 작업장인 카르하나스를 운영했다. 이 카르하나스는 무기, 탄약뿐만 아니라 궁정과 황제의 필요에 따른 다양한 물품들을 생산했는데, 예를 들어 옷, 숄, 터번, 보석, 금은 세공품, 향수, 의약품, 카펫, 침구류, 텐트, 그리고 철, 구리 및 기타 금속으로 만든 제국 마구간용 마구 등이 있었다.
무굴 인도에서 주목할 만한 또 다른 발명품은 로스트 왁스 주조로 만들어진 속이 빈 이음매 없는 천구의이다. 이는 998 AH (서기 1589-90년)에 알리 카슈미리 이븐 루크만이 카슈미르에서 발명했다. 무굴 제국 시대에는 라호르와 카슈미르에서 이러한 지구의 20개가 더 생산되었다. 1980년대에 다시 발견되기 전까지 현대 야금학자들은 이음새 없는 속이 빈 금속 구체를 기술적으로 생산하는 것이 불가능하다고 믿었다.
17세기 천구의는 1668년 디야 아드-딘 무함마드가 라호르(현재 파키스탄)에서 만들기도 했다.

## 역대 황제
| 초상 | 칭호                                | 휘                                                                                     | 생               | 치세                                                             | 몰               | 비고 |
| ---- | ----------------------------------- | -------------------------------------------------------------------------------------- | ---------------- | ---------------------------------------------------------------- | ---------------- | --- |
|      | 바부르 بابر                         | 자이르웃딘 무함마드 ظہیر الدین محمد                                                    | 1483년 2월 23일  | 1526년 4월-1530년 12월 26일                                      | 1530년 12월 26일 | |
|      | 후마윤 ہمایوں                       | 나시르웃딘 무함마드 후마윤 نصیر الدین محمد ہمایوں                                      | 1508년 3월 17일  | 1530년 12월 26일-1540년 5월 17일 1555년 2월 22일-1556년 1월 27일 | 1556년 1월 27일  | 1540년 수리 제국의 셰르 샤 수리에 의해 폐위당했으나 셰르 샤 수리의 아들 이슬람 샤 수리가 죽고 나서 1555년 복위했다.                                                       |
|      | 악바르 에아잠 اکبر اعظم             | 잘랄웃딘 무함마드 جلال الدین محمد اکبر                                                 | 1542년 10월 14일 | 1556년 1월 27일-1605년 10월 27일                                 | 1605년 10월 27일 | 모친: 페르시아 귀족 하미다 바누 베굼. |
|      | 자한기르 جہانگیر                    | 누르웃딘 무함마드 살림 نور الدین محمد سلیم                                             | 1569년 9월 20일  | 1605년 10월 15일-1627년 10월 8일                                 | 1627년 10월 28일 | 모친: 라지푸트 귀족 마리암 우즈 자마니. |
|      | 샤 자한 에아잠 شاہ جہان اعظم        | 샤하브웃딘 무함마드 쿠람 شہاب الدین محمد خرم                                           | 1592년 1월 5일   | 1627년 11월 8일-1658년 8월 2일                                   | 1666년 1월 22일  | 모친: 라지푸트 귀족 자가트 고사이니. 타지마할 건축. |
|      | 아우랑제브 عالمگیر                  | 무히웃딘 무함마드 아우랑제브 محی الدین محمداورنگزیب                                    | 1618년 11월 4일  | 1658년 7월 31일-1707년 3월 3일                                   | 1707년 3월 3일   | 모친: 페르시아 귀족 뭄타즈 마할. |
|      | 아잠 اعظم                           | 아불 파이즈 쿠틉웃딘 무함마드 아잠 محمد اعظم شاہ                                       | 1653년 6월 28일  | 1707년 3월 14일-1707년 6월 8일                                   | 1707년 6월 8일   | 모친: 사파비 왕조의 딜라스 바누 베굼 |
|      | 바하두르 샤 بہادر شاہ               | 쿠툽웃딘 무함마드 무아잠 샤 알람 قطب الدین محمد معزام                                  | 1643년 10월 14일 | 1708년 6월 19일-1712년 2월 27일                                  | 1712년 2월 27일  | 마라타와 합의를 보고 라지푸트를 달랬으며 펀잡 지방의 시크들과 우호적인 관계를 이룸.                                                                                       |
|      | 자한다르 샤 جہاندار شاہ             | 마즈웃딘 자한다르 샤 바하두르 معز الدین جہاندار شاہ بہادر                              | 1661년 5월 9일   | 1712년 2월 27일-1713년 2월 11일                                  | 1713년 2월 12일  | 대재상 줄피카르 칸에게 큰 영향을 받음. |
|      | 파루크시야르 فرخ سیر                | 파루크시야르 فرخ سیر                                                                   | 1685년 8월 20일  | 1713년 1월 11일-1719년 2월 28일                                  | 1719년 4월 29일  | 1717년 영국 동인도 회사에게 벵골 지역의 자유무역을 허락하는 면허장 교부.                                                                                                  |
|      | 라피 웃다라자트 رفیع اُد درجات       | 라피 웃다라자트 رفیع اُد درجات                                                          | 1699년 11월 30일 | 1719년 2월 28일-1719년 6월 6일                                   | 1719년 6월 9일   | 사이이드 형제의 발호. |
|      | 샤 자한 2세 شاہ جہاں دوم            | 라피 웃다울라 شاہ جہاں دوم                                                             | 1696년 6월       | 1719년 6월 6일-1719년 9월 19일                                   | 1719년 9월 19일  | |
|      | 무함마드 샤 محمد شاہ                | 로샨 악타르 바하두르 روشن اختر بہادر                                                   | 1702년 8월 17일  | 1719년 9월 27일-1748년 4월 26일                                  | 1748년 4월 26일  | 사이이드 형제의 세도 종료. 마라타 동맹과 기나긴 전쟁 과정에서 데칸고원을 상실. 1739년 페르시아의 나데르 샤가 침공. 제국 전역에 대한 실질적 통치권을 행사한 최후의 바드샤. |
|      | 아흐마드 샤 바하두르 احمد شاہ بہادر | 아흐마드 샤 바하두르 احمد شاہ بہادر                                                    | 1725년 12월 23일 | 1748년 4월 26일-1754년 6월 2일                                   | 1775년 1월 1일   | 시칸다라바드 전투에서 마라타 동맹군에게 대패. |
|      | 알람기르 2세 عالمگیر دوم            | 아지즈웃딘 عزیز اُلدین                                                                  | 1699년 6월 6일   | 1754년 6월 2일-1759년 11월 29일                                  | 1759년 11월 29일 | 대재상 이마드울물크의 세도. |
|      | 샤 자한 3세 شاہ جہاں سوم            | 무히 울밀라트 محی اُلملت                                                                | 1711년           | 1759년 12월 10일-1760년 10월 10일                                | 1772년           | 북사르 전투에서 영국 동인도 회사에게 대패. 1761년 히데르 알리가 마이소르 술탄을 칭하며 독립.                                                                              |
|      | 샤 알람 2세 شاہ عالم دوم            | 알리 가우하르 علی گوہر                                                                 | 1728년 6월 25일  | 1759년 12월 24일-1806년 11월 19일                                | 1806년 11월 19일 | 1799년 마이소르의 티푸 술탄 사망. |
|      | 악바르 샤 2세 اکبر شاہ دوم          | 미르자 악바르 مرزا اکبر                                                                | 1760년 4월 22일  | 1806년 11월 19일-1837년 9월 28일                                 | 1837년 9월 28일  | 영국의 보호를 받는 명목상의 국가원수로 전락. |
|      | 바하두르 샤 2세 بہادر شاہ دوم       | 아부 자파르 시라줏딘 무함마드 바하두르 샤 자파르 ابو ظفر سراج اُلدین محمد بہادر شاہ ظفر | 1775년 10월 24일 | 1837년 9월 28일-1857년 9월 23일                                  | 1862년 11월 7일  | 최후의 무굴 바드샤. 세포이 항쟁이 실패로 돌아가자 영국에 의해 폐위되어 버마로 망명.                                                                                       |

## 같이 보기
- 인도의 역사
- 무굴 제국의 국기
- 몽골계 국가 목록
- 무굴-몽골 혈통
- 남아시아의 이슬람

### 설명주
1. ↑  
페르시아어: امپراتوری مغول 샤하네 모굴, 페르시아어: هندوستان 헨두스탄
우르두어: مغلیہ سلطنت 무갈 바드샤, 우르두어: مغلیہ سلطنت 무갈리야 살타나트, 우르두어: ہندوستان 힌두스탄
힌디어: मुग़ल साम्राज्य 무갈 섬라트, 힌디어: भारत 바라트
중국어: 莫臥爾 막와이[*], 중국어: 應帝亞 응제아[*]
2. ↑  그러나 무굴 제국의 시작은 바부르의 손자인 악바르의 통치가 시작된 1600년으로 거슬러 올라가기도 한다.[4]

### 인용주
1. ↑  Stein 2010, 159–쪽. Quote: "The realm so defined and governed was a vast territory of some 750,000 제곱마일 [1,900,000 km2], ranging from the frontier with Central Asia in northern Afghanistan to the northern uplands of the Deccan plateau, and from the Indus basin on the west to the Assamese highlands in the east."
2. ↑  Richards, John F. (2012년 3월 28일). 《The Mughal Empire》 (영어). Cambridge University Press. ISBN 978-0-511-58406-0.
3. ↑  Gilbert, Marc Jason (2017), 《South Asia in World History》, Oxford University Press, 62쪽, ISBN 978-0-19-066137-3, 2019년 7월 15일에 확인함 Quote: "Babur then adroitly gave the Ottomans his promise not to attack them in return for their military aid, which he received in the form of the newest of battlefield inventions, the matchlock gun and cast cannons, as well as instructors to train his men to use them."
4. ↑  Stein 2010, 159–쪽. Quote: "Another possible date for the beginning of the Mughal regime is 1600 when the institutions that defined the regime were set firmly in place and when the heartland of the empire was defined; both of these were the accomplishment of Babur's grandson Akbar."
5. ↑  Stein 2010, 159–쪽. Quote: "The imperial career of the Mughal house is conventionally reckoned to have ended in 1707 when the emperor Aurangzeb, a fifth-generation descendant of Babur, died. His fifty-year reign began in 1658 with the Mughal state seeming as strong as ever or even stronger. But in Aurangzeb's later years the state was brought to the brink of destruction, over which it toppled within a decade and a half after his death; by 1720 imperial Mughal rule was largely finished and an epoch of two imperial centuries had closed."
6. ↑  Richards 1995, xv쪽. Quote: "By the latter date (1720) the essential structure of the centralized state was disintegrated beyond repair."
7. ↑  Stein 2010, 159–쪽. Quote: "The vaunting of such progenitors pointed up the central character of the Mughal regime as a warrior state: it was born in war and it was sustained by war until the eighteenth century when warfare destroyed it."
8. ↑  Robb 2011, 108–쪽. Quote: "The Mughal state was geared for war and succeeded while it won its battles. It controlled territory partly through its network of strongholds, from its fortified capitals in Agra, Delhi or Lahore, which defined its heartlands, to the converted and expanded forts of Rajasthan and the Deccan. The emperor's will be frequently enforced in battle. Hundreds of army scouts were an important source of information. But the empire's administrative structure too was defined by and directed at war. Local military checkpoints or thanas kept order. Directly appointed imperial military and civil commanders (faujdars) controlled the cavalry and infantry, or the administration, in each region. The peasantry in turn were often armed, able to provide supporters for regional powers, and liable to rebellion on their account: continual pacification was required of the rulers."
9. ↑  Gilbert, Marc Jason (2017), 《South Asia in World History》, Oxford University Press, 75–쪽, ISBN 978-0-19-066137-3, 2023년 9월 22일에 원본 문서에서 보존된 문서, 2019년 7월 15일에 확인함 Quote: "With Safavid and Ottoman aid, the Mughals would soon join these two powers in a triumvirate of warrior-driven, expansionist, and both militarily and bureaucratically efficient early modern states, now often called "gunpowder empires" due to their common proficiency is using such weapons to conquer lands they sought to control."
10. ↑  Asher & Talbot 2006, 115쪽.
11. ↑  Robb 2011, 99–100쪽.
12. 1 2 3  Asher & Talbot 2006, 152–쪽.
13. 1 2  Stein 2010, 164–쪽. Quote: "The resource base of Akbar's new order was land revenue"
14. 1 2  Asher & Talbot 2006, 158–쪽. Quote: "The Mughal empire was based in the interior of a large land mass and derived the vast majority of its revenues from agriculture."
15. 1 2  Stein 2010, 164–쪽. Quote: "... well over half of the output from the fields in his realm, after the costs of production had been met, is estimated to have been taken from the peasant producers by way of official taxes and unofficial exactions. Moreover, payments were exacted in money, and this required a well-regulated silver currency."
16. 1 2  Asher & Talbot 2006, 152–쪽. Quote: "His stipulation that land taxes be paid in cash forced peasants into market networks, where they could obtain the necessary money, while the standardization of imperial currency made the exchange of goods for money easier."
17. ↑  Asher & Talbot 2006, 152–쪽. Quote: "Above all, the long period of relative peace ushered in by Akbar's power, and maintained by his successors, contributed to India's economic expansion."
18. ↑  Asher & Talbot 2006, 186–쪽. Quote: "As the European presence in India grew, their demands for Indian goods and trading rights increased, thus bringing even greater wealth to the already flush Indian courts."
19. ↑  Asher & Talbot 2006, 186–쪽. Quote: "The elite spent more and more money on luxury goods and sumptuous lifestyles, and the rulers built entire new capital cities at times."
20. ↑  Asher & Talbot 2006, 186–쪽. Quote: "All these factors resulted in greater patronage of the arts, including textiles, paintings, architecture, jewellery, and weapons to meet the ceremonial requirements of kings and princes."
21. 1 2  Centre, UNESCO World Heritage. “Taj Mahal”. 《UNESCO World Heritage Centre》. 2018년 2월 1일에 원본 문서에서 보존된 문서. 2020년 5월 7일에 확인함.
22. ↑  Vanina, Eugenia (2012). 《Medieval Indian Mindscapes: Space, Time, Society, Man》. Primus Books. 47쪽. ISBN 978-93-80607-19-1. 2023년 9월 22일에 원본 문서에서 보존된 문서. 2015년 10월 19일에 확인함.
23. ↑  Hardy, P. (1979). 〈Modern European and Muslim Explanations of Conversion to Islam in South Asia: A Preliminary Survey of the Literature〉.   Levtzion, Nehemia. 《Conversion to Islam》. Holmes & Meier. 69쪽. ISBN 978-0-8419-0343-2. 2023년 4월 3일에 원본 문서에서 보존된 문서. 2023년 3월 19일에 확인함.
24. ↑  “Name of the Monument/ site: Tomb of Aurangzeb” (PDF). 《asiaurangabad.in》. 2015년 9월 23일에 원본 문서 (PDF)에서 보존된 문서.
25. ↑  Parvez, Aslam; Fārūqī, At̤har (2017). 《The life & poetry of Bahadur Shah Zafar》. New Delhi, India: Hay House India. ISBN 978-93-85827-47-1. OCLC 993093699.
26. ↑  “Indian History Collective”. 2023년 12월 30일. 2023년 12월 30일에 원본 문서에서 보존된 문서.
27. ↑  Mosca, Matthew (2013). 《From Frontier Policy to Foreign Policy: The Question of India and the Transformation of Geopolitics in Qing China》 (영어). Stanford University Press. 78–94쪽. ISBN 978-0-8047-8538-9. 2023년 11월 7일에 원본 문서에서 보존된 문서. 2023년 11월 7일에 확인함.
28. ↑  Fontana, Michela (2011). 《Matteo Ricci: A Jesuit in the Ming Court》. Rowman & Littlefield Publishers. 32쪽. ISBN 978-1-4422-0588-8. 2023년 9월 22일에 원본 문서에서 보존된 문서. 2015년 10월 19일에 확인함.
29. ↑  Zahir ud-Din Mohammad (2002).  Thackston, Wheeler M., 편집. 《The Baburnama: Memoirs of Babur, Prince and Emperor》. New York: Modern Library. xlvi쪽. ISBN 978-0-375-76137-9. In India the dynasty always called itself Gurkani, after Temür's title Gurkân, the Persianized form of the Mongolian kürägän, 'son-in-law,' a title he assumed after his marriage to a Genghisid princess.
30. ↑  John Walbridge. 《God and Logic in Islam: The Caliphate of Reason》. 165쪽. Persianate Mogul Empire.
31. 1 2 3 4  Hodgson, Marshall G. S. (2009). 《The Venture of Islam》 3. University of Chicago Press. 62쪽. ISBN 978-0-226-34688-5.
32. ↑  Canfield, Robert L. (2002). 《Turko-Persia in Historical Perspective》. Cambridge University Press. 20쪽. ISBN 978-0-521-52291-5.
33. ↑  Huskin, Frans Husken; Dick van der Meij (2004). 《Reading Asia: New Research in Asian Studies》. Routledge. 104쪽. ISBN 978-1-136-84377-8.
34. 1 2 3 4 5 6 7 8 9 10 11 12  Berndl, Klaus (2005). 《National Geographic Visual History of the World》. National Geographic Society. 318–320쪽. ISBN 978-0-7922-3695-5.
35. ↑  Gérard Chaliand, A Global History of War: From Assyria to the Twenty-First Century, University of California Press, California 2014, p. 151
36. ↑  Bayley, Christopher (1990). 《The European Emergence. The Mughals Ascendant》. Time-Life Books. 151쪽. ISBN 0-7054-0982-1.
37. 1 2 3  Richards 1995, 8쪽.
38. 1 2  Asher & Talbot 2006, 116쪽.
39. ↑  Bayley, Christopher (1990). 《The European Emergence. The Mughals Ascendant》. Time-Life Books. 154쪽. ISBN 0-7054-0982-1.
40. ↑  Majumdar 1974, 59, 65쪽.
41. ↑  Richards 1995, 12쪽.
42. ↑  Ballhatchet, Kenneth A. 〈Akbar〉. 《Encyclopædia Britannica》. 2023년 5월 25일에 원본 문서에서 보존된 문서. 2017년 7월 17일에 확인함.
43. ↑  Smith, Vincent Arthur (1917). 《Akbar the Great Mogul, 1542–1605》. Oxford at The Clarendon Press. 13–14쪽.
44. ↑  Begum, Gulbadan (1902). 《The History of Humāyūn (Humāyūn-Nāma)》. 번역 Beveridge, Annette S. Royal Asiatic Society. 237–239쪽.
45. ↑  Stein 2010, 162쪽.
46. ↑  Asher & Talbot 2006, 128쪽.
47. 1 2  Mohammada, Malika (2007). 《The Foundations of the Composite Culture in India》. Aakar Books. 300쪽. ISBN 978-81-89833-18-3.
48. ↑  Gilbert, Marc Jason (2017). 《South Asia in World History》. 옥스퍼드 대학교 출판부. 79쪽. ISBN 978-0-19-976034-3. 2023년 9월 22일에 원본 문서에서 보존된 문서. 2017년 8월 22일에 확인함.
49. ↑  Muhammad-Hadi (1999). 《Preface to The Jahangirnama》. 번역 Thackston, Wheeler M. Oxford University Press. 4쪽. ISBN 978-0-19-512718-8.
50. ↑  Jahangir, Emperor of Hindustan (1999). 《The Jahangirnama: Memoirs of Jahangir, Emperor of India》. 번역 Thackston, Wheeler M. Oxford University Press. 65쪽. ISBN 978-0-19-512718-8.
51. ↑  Faruqui, Munis D. (2012). 《The Princes of the Mughal Empire, 1504–1719》. Cambridge University Press. 268–269쪽. ISBN 978-1-107-02217-1.
52. ↑  Robb 2011, 97–98쪽.
53. 1 2  Asher & Talbot 2006, 267쪽.
54. 1 2  “BBC – Religions – Sikhism: Origins of Sikhism”. 《BBC》 (영국 영어). 2009년 9월 30일. 2018년 8월 17일에 원본 문서에서 보존된 문서. 2021년 2월 19일에 확인함.
55. ↑  Mehta, Jaswant Lal (1984) [First published 1981]. 《Advanced Study in the History of Medieval India》 (영어) II 2판. Sterling Publishers Pvt. Ltd. 59쪽. ISBN 978-81-207-1015-3. OCLC 1008395679.
56. ↑  Singhal, Damodar P. (1983). 《A History of the Indian People》. Methuen. 193쪽. ISBN 978-0-413-48730-8. 2023년 9월 22일에 원본 문서에서 보존된 문서. 2021년 5월 4일에 확인함.
57. ↑  Dara Shikoh 보관됨 3 4월 2023 - 웨이백 머신 Medieval Islamic Civilization: An Encyclopedia, by Josef W. Meri, Jere L Bacharach. Routledge, 2005. ISBN 0-415-96690-6. pp. 195–196.
58. ↑  Truschke 2017, 68쪽.
59. ↑  Faruqui, Munis D. (2011). 〈Awrangzīb〉.   Fleet, Kate; Krämer, Gudrun; Matringe, Denis; Nawas, John; Rowson, Everett. 《Encyclopaedia of Islam》 3판. Brill Online. doi:10.1163/1573-3912_ei3_COM_23859. ISSN 1873-9830.
60. ↑  Robb 2011, 98쪽.
61. ↑  Abhishek Kaicker (2020). 《The King and the People: Sovereignty and Popular Politics in Mughal Delhi》. Oxford University Press. 160쪽. ISBN 978-0-19-007067-0. 2023년 4월 3일에 원본 문서에서 보존된 문서. 2023년 3월 19일에 확인함.
62. 1 2 3  Burton-Page, J.; Islam, Riazul; Athar Ali, M.; Moosvi, Shireen; Moreland, W. H.; Bosworth, C. E.; Schimmel, Annemarie; Koch, Ebba; Hall, Margaret (2012년 4월 24일), 〈Mug̲h̲als〉, 《Encyclopaedia of Islam》 (영어) 2판, Brill, doi:10.1163/1573-3912_islam_com_0778, 2022년 3월 31일에 원본 문서에서 보존된 문서, 2022년 3월 31일에 확인함
63. ↑  Richards 1995, 220–222쪽.
64. 1 2  Richards 1995, 252쪽.
65. ↑  Asher & Talbot 2006, 225쪽.
66. ↑  Copeland, Ian; Mabbett, Ian; Roy, Asim; Brittlebank, Kate; Bowles, Adam (2012). 《A History of State and Religion in India》. London and New York: Routledge. 118, 119, 154쪽. ISBN 978-0-415-58066-3. (p. 154) Even Aurengzeb, stereotyped in the popular imagination a staunch Islamic revivalist with deep anti-Hindu inclinations, was, as we demonstrated in Chapter 5, as much a sponsor of temples as a destroyer of them, and, when required, a patron of Brahmans besides (p. 119) ... the same applied to the issue of temple destruction.  ... such acts of this nature occurred during the era of the Sultanate were carried out for reasons of political expediency, not as a result of religious zeal, and this was also the case under the Mughals.  Even Aurengzeb, infamous in the old historiography as a destroyer of temples actually built many more temples than he destroyed. (p. 118) Like most rulers on the subcontinent, the Mughals patronised both Muslim and non-Muslim institutions.  They financed the building of mosques and the funding of temples alike.
67. ↑  Truschke 2017, 58쪽.
68. ↑  Audrey Truschke (2021). 《the Language of History: Sanskrit Narratives of Indo-Muslim Rule》. Publisher:Columbia University Press. ISBN 978-0-231-55195-3. 2023년 4월 3일에 원본 문서에서 보존된 문서. 2023년 3월 19일에 확인함.
69. ↑  Muhammad Yasin (1958). 《A Social History of Islamic India, 1605–1748》. Upper India Publishing House. 18쪽. 2023년 4월 3일에 원본 문서에서 보존된 문서. 2023년 3월 27일에 확인함. became virtual rulers and 'de facto' sovereigns when they began to make and unmake emperors. They had developed a sort of common brotherhood among themselves
70. ↑  Columbia University Press (2000). 《Columbia Chronologies of Asian History and Culture》. Columbia University Press. 285쪽. ISBN 978-0-231-11004-4. 2023년 4월 3일에 원본 문서에서 보존된 문서. 2023년 3월 19일에 확인함.
71. ↑  A. Bayly, C.; Fibiger Bang, Peter; Scheidel, Walter, 편집. (2020). 《The Oxford World History of Empire Volume Two: The History of Empires》 (영어). Oxford University Press. 775쪽. ISBN 9780197532775. 2024년 4월 18일에 확인함.
72. ↑  Pagadi, Setu Madhavarao (1970). 《Maratha-Nizam Relations : Nizam-Ul-Mulk's Letters》. 《Annals of the Bhandarkar Oriental Research Institute》 51. 94쪽. The Mughal court was hostile to Nizam-ul-Mulk..... Nizam did not interfere with the Maratha activities in Malwa and Gujarat.....Nizam-ul-Mulk considered the Maratha army...
73. ↑  Salma Ahmed Farooqui (2011). 《A Comprehensive History of Medieval India: Twelfth to the Mid-eighteenth Century》. Pearson Education India. 309쪽. ISBN 978-8131732021. Even more disturbing was the fact that the assertion of independence had spread to other part of the empire too, and the governors of Hyderabad, Bengal and Awadh soon established independent kingdoms as well.
74. 1 2  Bose, Sugata; Jalal, Ayesha (2004). 《Modern South Asia: History, Culture, Political Economy》 2판. Routledge. 41쪽. ISBN 978-0-203-71253-5.
75. ↑  Rathod, N.G. (1994). 《The Great Maratha Mahadaji Scindia》. New Delhi: Sarup & Sons. 8쪽. ISBN 978-81-85431-52-9.
76. 1 2 3  Conermann, Stephan (2015). 〈Mughal Empire〉. 《Encyclopedia of Early Modern History Online》. Brill. doi:10.1163/2352-0272_emho_COM_024206. 2022년 3월 28일에 확인함.
77. ↑  Kirsten McKenzie; Robert Aldrich (2013). 《The Routledge History of Western Empires》 (ebook) (영어). Taylor & Francis. 333쪽. ISBN 9781317999874. 2024년 3월 14일에 확인함.
78. ↑  Richards, J.F. (1981). 《Mughal State Finance and the Premodern World Economy》. 《Comparative Studies in Society and History》 23. 285–308쪽. doi:10.1017/s0010417500013311. JSTOR 178737. S2CID 154809724.
79. 1 2 3  Robinson, Francis (2009), 〈Mughal Empire〉, 《The Oxford Encyclopedia of the Islamic World》 (영어), Oxford University Press, doi:10.1093/acref/9780195305135.001.0001, ISBN 978-0-19-530513-5, 2022년 3월 29일에 원본 문서에서 보존된 문서, 2022년 3월 28일에 확인함
80. ↑  Gladden, E.N. (2019). 《A History of Public Administration Volume II: From the Eleventh Century to the Present Day》. Routledge. 234–236쪽. ISBN 978-0-429-42321-5.
81. ↑  Michael, Bernardo A. (2012). 《Statemaking and Territory in South Asia》. Anthem Press. 67쪽. doi:10.7135/upo9780857285324.005. ISBN 978-0-85728-532-4.
82. ↑  Michael, Bernardo A. (2012). 《Statemaking and Territory in South Asia》. Anthem Press. 69, 75, 77–78쪽. doi:10.7135/upo9780857285324.005. ISBN 978-0-85728-532-4.
83. 1 2  Sinopoli 1994, 294–295쪽.
84. ↑  Sinopoli 1994, 304–305쪽.
85. ↑  Samrin, Farah (2005). 《The City of Kabul Under the Mughals》. 《Proceedings of the Indian History Congress》 66. 1307쪽. JSTOR 44145943. 2021년 6월 29일에 원본 문서에서 보존된 문서. 2021년 12월 14일에 확인함.
86. ↑  Sinopoli 1994, 296 & 298쪽.
87. ↑  Bosworth, Clifford Edmund (2008). 《Historic cities of the Islamic world》. Brill. 127쪽. ISBN 978-90-04-15388-2. OCLC 231801473.
88. 1 2 3 4 5 6  Chatterjee, Nandini (2019년 12월 1일), 〈Courts of law, Mughal〉, 《Encyclopaedia of Islam, Three》 (영어), Brill, doi:10.1163/1573-3912_ei3_com_25171, 2021년 12월 13일에 원본 문서에서 보존된 문서, 2021년 12월 13일에 확인함
89. 1 2  Khalfaoui, Mouez. “Mughal Empire and Law”. 《Oxford Islamic Studies Online》. 2021년 12월 13일에 원본 문서에서 보존된 문서. 2021년 12월 13일에 확인함.
90. ↑  Conermann, Stephan (2015년 8월 4일), 〈Mughal Empire〉, 《Encyclopedia of Early Modern History Online》 (영어), Brill, doi:10.1163/2352-0272_emho_com_024206, 2022년 3월 26일에 원본 문서에서 보존된 문서, 2022년 3월 25일에 확인함
91. ↑  Chatterjee, Nandini (2014). 《Reflections on Religious Difference and Permissive Inclusion in Mughal Law》. 《Journal of Law and Religion》 29. 396–415쪽. doi:10.1017/jlr.2014.20. hdl:10871/15975. ISSN 0748-0814. S2CID 143513602. 2023년 9월 22일에 원본 문서에서 보존된 문서. 2021년 12월 13일에 확인함.
92. ↑  Eaton, Richard M. (2019). 《India in the Persianate Age : 1000–1765》. University of California Press. 272쪽. ISBN 978-0-520-97423-4. OCLC 1243310832.
93. 1 2 3 4 5 6 7 8 9  Schmidt, Karl J. (2015). 《An Atlas and Survey of South Asian History》. Routledge. 100–쪽. ISBN 978-1-317-47681-8. 2023년 9월 22일에 원본 문서에서 보존된 문서. 2017년 8월 9일에 확인함.
94. 1 2 3  Maddison, Angus (2003). 《Development Centre Studies The World Economy Historical Statistics: Historical Statistics》. OECD Publishing. 256–쪽. ISBN 978-92-64-10414-3. 2023년 1월 20일에 원본 문서에서 보존된 문서. 2017년 8월 9일에 확인함.
95. ↑  제프리 G. 윌리엄슨 & 데이비드 클링잉스미스, India's Deindustrialization in the 18th and 19th Centuries 보관됨 29 3월 2017 - 웨이백 머신, 글로벌 경제사 네트워크, 런던 정치경제대학교
96. 1 2  Roy, Tirthankar (2010). 〈The Long Globalization and Textile Producers in India〉.   Lex Heerma van Voss; Els Hiemstra-Kuperus; Elise van Nederveen Meerkerk. 《The Ashgate Companion to the History of Textile Workers, 1650–2000》. 애쉬게이트 출판. 255쪽. ISBN 978-0-7546-6428-4. 2023년 7월 2일에 원본 문서에서 보존된 문서. 2017년 8월 15일에 확인함.
97. ↑  J.J.L. Gommans 2002, 75쪽.
98. ↑  Streusand 2018, "...Mughal rulers pursued a more laissez-faire economic approach, benefiting from the prosperity of..."쪽.
99. ↑  A. Bayly, C.; Fibiger Bang, Peter; Scheidel, Walter, 편집. (2020). 《The Oxford World History of Empire Volume Two: The History of Empires》 (영어). Oxford University Press. 775쪽. ISBN 9780197532775. 2024년 4월 18일에 확인함.
100. ↑  Ali 2008.
101. ↑  Richards 1995, 185–204쪽.
102. ↑  Jorge Flores 2015, 73쪽.
103. ↑  “Picture of original Mughal rupiya introduced by Sher Shah Suri”. 2002년 10월 5일에 원본 문서에서 보존된 문서. 2017년 8월 4일에 확인함.
104. 1 2 3  Richards, John F. (2003). 《The Unending Frontier: An Environmental History of the Early Modern World》. University of California Press. 27–쪽. ISBN 978-0-520-93935-6. 2023년 9월 22일에 원본 문서에서 보존된 문서. 2017년 8월 9일에 확인함.
105. 1 2  Richards 1995.
106. ↑  Moosvi 2015, 433쪽.
107. ↑  Maddison, Angus (1971). 《Class Structure and Economic Growth: India and Pakistan Since the Moghuls》. 테일러 앤드 프랜시스. 33쪽. ISBN 978-0-415-38259-5. 2023년 9월 22일에 원본 문서에서 보존된 문서. 2017년 8월 22일에 확인함.
108. ↑  Moosvi 2015, 432쪽.
109. ↑  Moosvi 2015, 450쪽.
110. 1 2  Moosvi, Shireen (December 2011). 《The World of Labour in Mughal India (c. 1500–1750)》. 《International Review of Social History》 56. 245–261쪽. doi:10.1017/S0020859011000526.
111. ↑  Pagaza, Ignacio; Argyriades, Demetrios (2009). 《Winning the Needed Change: Saving Our Planet Earth》. IOS Press. 129쪽. ISBN 978-1-58603-958-5.
112. ↑  Ludden, David (1999). 《An Agrarian History of South Asia》. 케임브리지 대학교 출판부. 96쪽. ISBN 978-0-521-36424-9. 2023년 9월 22일에 원본 문서에서 보존된 문서. 2019년 4월 29일에 확인함.
113. ↑  Habib, Kumar & Raychaudhuri 1987, 214쪽.
114. ↑  이르판 하비브 (2011), Economic History of Medieval India, 1200–1500, p. 53 보관됨 22 9월 2023 - 웨이백 머신, 피어슨 교육
115. ↑  Andrew de la Garza 2016, 114–115쪽.
116. ↑  제프리 G. 윌리엄슨, 데이비드 클링잉스미스 (August 2005). “India's Deindustrialization in the 18th and 19th Centuries” (PDF). 하버드 대학교. 2016년 12월 13일에 원본 문서 (PDF)에서 보존된 문서. 2017년 5월 18일에 확인함.
117. 1 2  옴 프라카시, "Empire, Mughal 보관됨 18 11월 2022 - 웨이백 머신", History of World Trade Since 1450, edited by 존 J. 맥커스커, vol. 1, Macmillan Reference US, 2006, pp. 237–240, World History in Context. Retrieved 3 August 2017
118. ↑  앵거스 매디슨 (1995), Monitoring the World Economy, 1820–1992, OECD, p. 30
119. ↑  Parthasarathi, Prasannan (2011), 《Why Europe Grew Rich and Asia Did Not: Global Economic Divergence, 1600–1850》, Cambridge University Press, 2쪽, ISBN 978-1-139-49889-0
120. ↑  Richard Maxwell Eaton (1996), The Rise of Islam and the Bengal Frontier, 1204–1760, p. 202 보관됨 4 4월 2023 - 웨이백 머신, 캘리포니아 대학교 출판부
121. ↑  이르판 하비브 (2011), Economic History of Medieval India, 1200–1500, p. 54 보관됨 22 9월 2023 - 웨이백 머신, 피어슨 교육
122. ↑  Roy, Tirthankar (November 2011). 《Where is Bengal? Situating an Indian Region in the Early Modern World Economy》. 《Past & Present》. 115–146쪽. doi:10.1093/pastj/gtr009.
123. ↑  Bayly, C. A. (1988). 《Indian Society and the Making of the British Empire》. The New Cambridge History of India II.1. Cambridge University Press. 51쪽. ISBN 978-0-521-38650-0. 2023년 2월 8일에 원본 문서에서 보존된 문서. 2023년 2월 8일에 확인함.
124. 1 2  Nanda, J. N. (2005). 《Bengal: The Unique State》. Concept Publishing Company. 10쪽. ISBN 978-81-8069-149-2. 2023년 9월 22일에 원본 문서에서 보존된 문서. 2016년 5월 5일에 확인함.
125. ↑  Nitish K, Sengupta (2011). 《Land of Two Rivers A History of Bengal from the Mahabharata to Mujib》. Penguin Books India. 16쪽. ISBN 9780143416784.
126. 1 2  Ray, Indrajit (2011). 《Bengal Industries and the British Industrial Revolution (1757–1857)》. Routledge. 174쪽. ISBN 978-1-136-82552-1.
127. 1 2 3 4 5  Colin McEvedy; Richard Jones (1978). 《Atlas of World Population History》 (PDF). New York: 팩츠 온 파일. 184–185쪽. 2020년 11월 12일에 원본 문서 (PDF)에서 보존된 문서. 2017년 8월 7일에 확인함.
128. ↑  앵거스 매디슨 (2001), 세계 경제: 천년의 관점, p. 236 보관됨 11 11월 2020 - 웨이백 머신, OECD 개발 센터
129. 1 2 3  Habib, Kumar & Raychaudhuri 1987, 170쪽.
130. 1 2 3  Jean-Noël Biraben, 1980, "An Essay Concerning Mankind's Evolution", Population, Selected Papers, Vol. 4, pp. 1–13
131. ↑  József Böröcz (2009). 《The European Union and Global Social Change》. 라우틀리지. 21쪽. ISBN 978-1-135-25580-0. 2017년 6월 26일에 확인함.
132. 1 2 3 4  Eraly, Abraham (2007). 《The Mughal World: Life in India's Last Golden Age》. Penguin Books India. 5–쪽. ISBN 978-0-14-310262-5.
133. ↑  Malanima, Paolo (2009). 《Pre-Modern European Economy: One Thousand Years (10th–19th Centuries)》. 브릴 (출판사). 244쪽. ISBN 978-90-04-17822-9.
134. ↑  Habib, Kumar & Raychaudhuri 1987, 165쪽.
135. ↑  Broadberry, Stephen; Gupta, Bishnupriya (2010). “Indian GDP before 1870: Some preliminary estimates and a comparison with Britain” (PDF). 워릭 대학교. 23쪽. 2020년 11월 11일에 원본 문서 (PDF)에서 보존된 문서. 2015년 10월 12일에 확인함.
136. ↑  Dyson, Tim (2018). 《A Population History of India: From the First Modern People to the Present Day》. 63–65쪽.
137. ↑  Habib, Kumar & Raychaudhuri 1987, 171쪽.
138. ↑  Rob, Md. Abdur; Asaduzzaman, Md. (December 1997). 《Historical Growth of Urbanization in Dhaka City》. 《Social Science Review》 14 (다카 대학교). 126쪽.
139. ↑  Moosvi, Shireen (2008). 《People, Taxation, and Trade in Mughal India》. Oxford University Press. 131쪽. ISBN 978-0-19-569315-7.
140. ↑  Chaudhuri, K. N. (2008). 《Some Reflections on the Town and Country in Mughal India》. 《Modern Asian Studies》 12. 77–96쪽. doi:10.1017/S0026749X00008155. ISSN 0026-749X. S2CID 146558617.
141. ↑  Faruqi, Shamsur Rahman (2003). 〈A Long History of Urdu Literary Culture, Part 1〉.   Pollock, Sheldon. 《Literary Cultures in History》. University of California Press. 806쪽. ISBN 0-520-22821-9.
142. ↑  Kaushik Roy & Peter Lorge 2014, 146쪽.
143. ↑  Pius Malekandathil (2016). 《The Indian Ocean in the Making of Early Modern India》 Illurat판. Routledge. 194쪽. ISBN 978-1351997454. 2024년 7월 19일에 확인함. ...Mughal army shed most of its post-nomadic...
144. ↑  《Mughal Empire – MSN Encarta》. 2009년 10월 28일에 원본 문서에서 보존된 문서.
145. ↑  “Indo-Persian Literature Conference: SOAS: North Indian Literary Culture (1450–1650)”. 《SOAS》. 2009년 9월 23일에 원본 문서에서 보존된 문서. 2012년 11월 28일에 확인함.
146. ↑  “Islam: Mughal Empire (1500s, 1600s)”. 《Religions》. BBC. 2018년 8월 13일에 원본 문서에서 보존된 문서. 2018년 6월 10일에 확인함.
147. ↑  Fatma, Sadaf (2012). 《Waterworks in Mughal Gardens》. 《Proceedings of the Indian History Congress》 73. 1268–1278쪽. JSTOR 44156328.
148. ↑  Alter, Joseph S. (May 1992). 《The sannyasi and the Indian Wrestler: The Anatomy of a Relationship》. 《American Ethnologist》 19. 317–336쪽. doi:10.1525/ae.1992.19.2.02a00070. ISSN 0094-0496.
149. ↑  Alter, Joseph S. (1992). 《The Wrestler's Body: Identity and Ideology in North India》. University of California Press. 2쪽. ISBN 978-0-520-07697-6. Wrestling in modern India is a synthesis of two different traditions: the Persian form of the art brought into South Asia by the Moguls, and an indigenous Hindu form.
150. ↑  “Mughal influence on Indian music”. 《더 힌두》. 2000년 2월 8일. 2019년 12월 26일에 원본 문서에서 보존된 문서. 2019년 4월 5일에 확인함.
151. ↑  Harbans Mukhia (2008). 《The Mughals of India》 (영어). John Wiley & Sons. 150쪽. ISBN 978-0470758151. 2024년 7월 11일에 확인함.
152. 1 2  Petersen, Andrew (1996). 〈Mughals〉. 《Dictionary of Islamic architecture》. Routledge. 199–205쪽. ISBN 9781134613663.
153. ↑  Asher, Catherine Blanshard (1992). 《Architecture of Mughal India》. The New Cambridge History of India, Part I (영어) 4. 케임브리지 대학교 출판부. 1–2, 15–17쪽. ISBN 9780521267281.
154. ↑  Bloom, Jonathan M.; Blair, Sheila S., 편집. (2009). 〈Architecture〉. 《The Grove Encyclopedia of Islamic Art and Architecture》 (영어) 1. Oxford University Press. 182쪽. ISBN 9780195309911.
155. ↑  William Dalrymple (2009). 《The Last Mughal: The Fall of Delhi, 1857》. A&C Black. ISBN 978-1408806883. 2024년 7월 23일에 확인함. ... Ice House in which Zahir was sheltering...
156. ↑  Keshavlal H. Kamdar (1933). 《History of the Mughal Rule in India, 1526-1761》. M. C. Kothari. 141쪽. 2024년 8월 8일에 확인함.
157. ↑  Ross Marlay; Clark D. Neher (1999). 《Patriots and Tyrants: Ten Asian Leaders》. Rowman & Littlefield. 269쪽. ISBN 978-0-8476-8442-7.
158. ↑  Crill, Rosemary, and Jariwala, Kapil. The Indian Portrait, 1560–1860, pp. 23–27, 런던 국립 초상화 미술관, 런던, 2010, ISBN 978-1855144095; 비치, 마일로 클리블랜드 (1987), Early Mughal painting, 하버드 대학교 출판부, pp. 33–37, ISBN 978-0-674-22185-7, google books 보관됨 26 3월 2023 - 웨이백 머신
159. ↑  Soucek, Priscilla (1987). 《Persian Artists in Mughal India: Influences and Transformations》. 《Muqarnas》 4. 166–181쪽. doi:10.2307/1523102. JSTOR 1523102.
160. ↑  Blunt, Wilfrid (1948). 《The Mughal Painters of Natural History》. 《The Burlington Magazine》 90. 48–50쪽. JSTOR 869792.
161. ↑  Sardar, Marika (October 2003). “The Art of the Mughals After 1600”. 《The MET》. 2019년 2월 4일에 원본 문서에서 보존된 문서.
162. ↑  Losty, J. P. Roy, Malini (eds), Mughal India: Art, Culture and Empire, 2013, pp. 147, 149, British Library, ISBN 978-0712358705
163. ↑  Banarsi Prasad Saksena (1932). 《History Of Shahjahan Of Dihli 1932》. Indian Press Limited. 4쪽.
164. ↑  Seyller 2011, 329쪽.
165. ↑  “2. The Culture and Politics of Persian in Precolonial Hindustan”, 《Literary Cultures in History》 (University of California Press), 2019, 158–167쪽, doi:10.1525/9780520926738-007, ISBN 978-0-520-92673-8, S2CID 226770775, 2023년 9월 22일에 원본 문서에서 보존된 문서, 2021년 7월 26일에 확인함
166. ↑  Abidi, S. A. H.; Gargesh, Ravinder (2008),  Kachru, Braj B; Kachru, Yamuna; Sridhar, S. N, 편집., “Persian in South Asia”, 《Language in South Asia》 (Cambridge: Cambridge University Press), 105쪽, doi:10.1017/cbo9780511619069.007, ISBN 978-0-511-61906-9, 2023년 9월 22일에 원본 문서에서 보존된 문서, 2021년 7월 26일에 확인함
167. ↑  Alam, Muzaffar (2004). 《The languages of political Islam : India 1200–1800》. University of Chicago Press. 134, 144쪽. ISBN 0-226-01100-3. OCLC 469379391.
168. ↑  Faruqi, Shamsur Rahman (2003). 〈A Long History of Urdu Literary Culture, Part 1: Naming and Placing a Literary Culture〉.   Pollock, Sheldon. 《Literary Cultures in History》. University of California Press. 807–808, 811쪽. doi:10.1525/9780520926738-019. ISBN 978-0-520-22821-4. S2CID 226765648.
169. ↑  Matthews, David (2014년 8월 6일). 〈Urdu〉. 《Encyclopaedia Iranica》. 2011년 4월 29일에 원본 문서에서 보존된 문서. 2021년 7월 26일에 확인함.
170. ↑  Arthur Dudney (2015). 《Delhi:Pages From a Forgotten History》. Hay House. ISBN 978-93-84544-31-7. 2023년 6월 9일에 원본 문서에서 보존된 문서. 2023년 5월 19일에 확인함.
171. ↑  S. R. Sharma · (2014). 《Life, Times and Poetry of Mir》. Partridge Publishing. 4쪽. ISBN 978-1-4828-1478-1. 2023년 7월 16일에 원본 문서에서 보존된 문서. 2023년 5월 19일에 확인함.
172. ↑  Streusand 2011.
173. ↑  Charles T. Evans. “The Gunpowder Empires”. Northern Virginia Community College. 2011년 5월 26일에 원본 문서에서 보존된 문서. 2010년 12월 28일에 확인함.
174. ↑  Streusand 2011, 255쪽.
175. 1 2  Partington, James Riddick (1999) [First published 1960]. 《A History of Greek Fire and Gunpowder》. Baltimore: Johns Hopkins University Press. 226쪽. ISBN 978-0-8018-5954-0.
176. ↑  Bag, A.K. (2005). 《Fathullah Shirazi: Cannon, Multi-barrel Gun and Yarghu》. 《Indian Journal of History of Science》 40. 431–436쪽. ISSN 0019-5235.
177. ↑  Partington, James Riddick (1999) [First published 1960]. 《A History of Greek Fire and Gunpowder》. Baltimore: Johns Hopkins University Press. 225쪽. ISBN 978-0-8018-5954-0.
178. ↑  Swati Shiwal; Dolamani Sahu (2022). 《Political History of the Mughals: Influence on South Asia》. 《IJRTS Journal of Research》 (영어) 23. 113쪽. ISSN 2347-6117. 2024년 7월 16일에 확인함.
179. ↑  앤드루 램버트와 내레이터 스티븐 켐블 (2008년 11월 6일). 《Ancient Discoveries: Ancient Tank Tech》. 히스토리 채널. Mughal Emperor Akbar ... in this battle a rocket hits one of the elephants and the inevitable happens, he stampedes, the other elephants stampede, a very large Gujarati army is defeated by a much smaller Mughal army
180. 1 2  Ghulam Yazdani (1995). 《Bidar: Its History and Monuments》 1판. Motilal Banarsidass. 15쪽. ISBN 8120810716.
181. ↑  Khan, Nasir Raza. Art and Architectural Traditions of India and Iran: Commonality and Diversity. Routledge, 2022.
182. ↑  Nasir Raza Khan (2022). 《Art and Architectural Traditions of India and Iran Commonality and Diversity》. Routledge India. ISBN 9781032134819. 2024년 3월 20일에 확인함. ... Shirazi and others revised the syllabi of the madrasas. In the new syllabi ...
183. 1 2 3  Sharma, Virendra Nath (1995), 《Sawai Jai Singh and His Astronomy》, 모틸랄 바나르시다스 Publ., 8–9쪽, ISBN 978-81-208-1256-7
184. 1 2 3  Baber, Zaheer (1996), 《The Science of Empire: Scientific Knowledge, Civilization, and Colonial Rule in India》, 뉴욕 주립대학교 출판부, 82–89쪽, ISBN 978-0-7914-2919-8
185. ↑  “A Celestial Globe, Made by Mughal Astrolabist Muhammad Salih of Thatta, Dated 1074 AH/1663 AD”. 《www.orientalartauctions.com》. 2024년 6월 18일에 확인함.
186. ↑  Verma, Tripta (1994). 《Karkhanas Under the Mughals, from Akbar to Aurangzeb: A Study in Economic Development》 (영어). Pragati Publications. 18쪽. ISBN 978-81-7307-021-1.
187. ↑  Sharma, Sri Ram (1951). 《Mughal Government and Administration》 (영어). Hind Kitabs. 61쪽.
188. ↑  Sumit (2012). 《An Eighteenth Century Survey of Jaipur "Chhapakhana" Based on Jaipur "Karkhanajat" Records》. 《Proceedings of the Indian History Congress》 73. 421–430쪽. ISSN 2249-1937. JSTOR 44156233.
189. ↑  새비지-스미스, 에밀리 (1985), Islamicate Celestial Globes: Their History, Construction, and Use, 스미스소니언 기관 출판부, 워싱턴 D.C.
190. ↑  “Celestial globe”. 《스코틀랜드 국립박물관》 (영어). 2020년 6월 14일에 원본 문서에서 보존된 문서. 2020년 10월 15일에 확인함.
191. ↑  Begum, Gulbadan (1902). 《The History of Humayun (Humayun-Nama)》. Royal Asiatic Society. 237–9쪽.
192. ↑  Marc Jason Gilbert (2017). 《South Asia in World History》. Oxford University Press. 79쪽.
193. ↑  Emperor of Hindustan Jahangir (2010). 《The Tuzuk-I-Jahangiri; Or, Memoirs of Jahangir Translated by Alexander Rogers Edited by Henry Beveridge》. General Books LLC. 18쪽. ISBN 978-1-152-49040-6.
194. ↑  Mohammada, Malika (2007년 1월 1일). 《The Foundations of the Composite Culture in India》. Aakar Books. 300쪽. ISBN 978-8-189-83318-3.

## 더 읽어보기
- Alam, Muzaffar. Crisis of Empire in Mughal North India: Awadh & the Punjab, 1707–48 (1988)
- Ali, M. Athar (1975), “The Passing of Empire: The Mughal Case”, 《Modern Asian Studies》 9 (3): 385–396, doi:10.1017/s0026749x00005825, JSTOR 311728, S2CID 143861682, 붕괴 원인에 대하여
- Black, Jeremy. "The Mughals Strike Twice", History Today (April 2012) 62#4 pp. 22–26. full text online
- Blake, Stephen P. (November 1979), “The Patrimonial-Bureaucratic Empire of the Mughals”, 《Journal of Asian Studies》 39 (1): 77–94, doi:10.2307/2053505, JSTOR 2053505, S2CID 154527305
- Dale, Stephen F. The Muslim Empires of the Ottomans, Safavids and Mughals (Cambridge U.P. 2009)
- Dalrymple, William (2007). 《The Last Mughal: The Fall of a Dynasty : Delhi, 1857》. Random House Digital, Inc. ISBN 978-0-307-26739-9.
- Faruqui, Munis D. (2005), “The Forgotten Prince: Mirza Hakim and the Formation of the Mughal Empire in India”, 《Journal of the Economic and Social History of the Orient》 48 (4): 487–523, doi:10.1163/156852005774918813, JSTOR 25165118, 악바르와 그의 형제에 대하여
- Gordon, S. 새로운 캠브리지 인도사, II, 4: 마라타 1600–1818 (케임브리지, 1993).
- Habib, Irfan. Atlas of the Mughal Empire: Political and Economic Maps (1982).
- Markovits, Claude, 편집. (2004) [First published 1994 as Histoire de l'Inde Moderne]. 《A History of Modern India, 1480–1950》 2판. London: Anthem Press. ISBN 978-1-84331-004-4. 2023년 9월 22일에 원본 문서에서 보존된 문서. 2015년 10월 19일에 확인함.
- Metcalf, B.; Metcalf, T.R. (2006), 《A Concise History of Modern India》 2판, 케임브리지 대학교 출판부, ISBN 978-0-521-68225-1, 2023년 7월 2일에 원본 문서에서 보존된 문서, 2015년 10월 19일에 확인함
- Majumdar, Ramesh Chandra (1974). 《The Mughul Empire》. B.V. Bhavan.
- Richards, J.F. (April 1981), “Mughal State Finance and the Premodern World Economy”, 《Comparative Studies in Society and History》 23 (2): 285–308, doi:10.1017/s0010417500013311, JSTOR 178737, S2CID 154809724
- Robb, P. (2001), 《A History of India》, London: Palgrave, ISBN 978-0-333-69129-8
- Srivastava, Ashirbadi Lal. The Mughul Empire, 1526–1803 (1952) online.
- Stein, B. (1998), 《A History of India》 1판, Oxford: Wiley-Blackwell, ISBN 978-0-631-20546-3

### 문화
- Berinstain, V. Mughal India: Splendour of the Peacock Throne (London, 1998).
- Busch, Allison. Poetry of Kings: The Classical Hindi Literature of Mughal India (2011) excerpt and text search 보관됨 29 5월 2016 - 웨이백 머신
- Parodi, Laura E. (2021). 《Kabul, a Forgotten Mughal Capital: Gardens, City, and Court at the Turn of the Sixteenth Century》. 《Muqarnas Online》 38. 113–153쪽. doi:10.1163/22118993-00381P05. S2CID 245040517.
- Diana Preston; Michael Preston (2007). 《Taj Mahal: Passion and Genius at the Heart of the Moghul Empire》. Walker & Company. ISBN 978-0-8027-1673-6.
- 시멜, 안네마리. 무굴 대제국: 역사, 예술, 문화 (레아크션 2006)
- Welch, S.C.;  외. (1987). 《The Emperors' album: images of Mughal India》. New York: 더 메트로폴리탄 미술관. ISBN 978-0-87099-499-9. 2018년 9월 27일에 원본 문서에서 보존된 문서. 2013년 10월 9일에 확인함.

### 사회와 경제
- Chaudhuri, K.N. (1978), “Some Reflections on the Town and Country in Mughal India”, 《Modern Asian Studies》 12 (1): 77–96, doi:10.1017/s0026749x00008155, JSTOR 311823, S2CID 146558617
- Habib, Irfan. Atlas of the Mughal Empire: Political and Economic Maps (1982).
- Habib, Irfan. Agrarian System of Mughal India (1963, revised edition 1999).
- J. C. Sharman (2019). 《Empires of the Weak: The Real Story of European Expansion and the Creation of the New World Order》 (영어). Princeton University Press. ISBN 978-0691182797.
- Heesterman, J.C. (2004), “The Social Dynamics of the Mughal Empire: A Brief Introduction”, 《Journal of the Economic and Social History of the Orient》 47 (3): 292–297, doi:10.1163/1568520041974729, JSTOR 25165051
- Khan, Iqtidar Alam (1976), “The Middle Classes in the Mughal Empire”, 《Social Scientist》 5 (1): 28–49, doi:10.2307/3516601, JSTOR 3516601
- Masanori Sato (佐藤正哲); Nariaki Nakazato (中里成章); Tsukasa Mizushima (水島司) (1998). 《ムガル帝国から英領インドへ》 [무굴 제국에서 영국령 인도로]. 世界の歴史14 (일본어). 中央公論社.
  - 두 번째 출판물 《ムガル帝国から英領インドへ》 [무굴 제국에서 영국령 인도로]. 츄오코론-신샤 세계사 14. 2009.
- Rothermund, Dietmar. An Economic History of India: From Pre-Colonial Times to 1991 (1993)
- Oleg Igorevich Krassov (2022). 《Land Law in Asian Countries》 (ebook) (영어). Norma. 75쪽. ISBN 9785001562566. 2024년 4월 18일에 확인함.

### 1차 사료
- Bernier, Francois (1891). 《Travels in the Mogul Empire, A.D. 1656–1668》. Archibald Constable, London.
- Hiro, Dilip, ed, Journal of Emperor Babur (Penguin Classics 2007)
  - The Baburnama: Memoirs of Babur, Prince and Emperor ed. by W.M. Thackston Jr. (2002); 이는 이슬람 문학 최초의 자서전이었다.
- Jackson, A.V. et al., eds. History of India (1907) v. 9. Historic accounts of India by foreign travellers, classic, oriental, and occidental, by A.V.W. Jackson online edition
- Jouher (1832). 《The Tezkereh al vakiat or Private Memoirs of the Moghul Emperor Humayun Written in the Persian language by Jouher A confidential domestic of His Majesty》. Translated by Major Charles Stewart. John Murray, London.

### 이전 역사 기록
- Elliot, Sir H.M., Edited by Dowson, John. 인도의 역사, 그 자체의 역사가들이 이야기한 바에 따르면. 무함마드 시대; 런던 트루브너 컴퍼니 1867–1877년 발행. (패커드 인문학 연구소 온라인 사본 – 다른 페르시아어 번역 텍스트; 역사서: 저자 목록 및 제목 목록)
- Adams, W.H. Davenport (1893). 《Warriors of the Crescent》. London: Hutchinson.
- Holden, Edward Singleton (1895). 《The Mogul emperors of Hindustan, A.D. 1398–A.D. 1707》. New York : C. Scribner's Sons.
- Malleson, G.B. (1896). 《Akbar and the rise of the Mughal empire》. Oxford : Clarendon Press.
- Manucci, Niccolao; tr. from French by 프랑수아 카트루 (1826). 《History of the Mogul dynasty in India, 1399–1657》. London : J.M. Richardson.
- Lane-Poole, Stanley (1906). 《History of India: From Reign of Akbar the Great to the Fall of Moghul Empire (Vol. 4)》. London, Grolier society.
- Manucci, Niccolao; tr. by 윌리엄 어바인 (1907). 《Storia do Mogor; or, Mogul India 1653–1708, Vol. 1》. London, J. Murray.
- Manucci, Niccolao; tr. by William Irvine (1907). 《Storia do Mogor; or, Mogul India 1653–1708, Vol. 2》. London, J. Murray.
- Manucci, Niccolao; tr. by William Irvine (1907). 《Storia do Mogor; or, Mogul India 1653–1708, Vol. 3》. London, J. Murray.
- Owen, Sidney J (1912). 《The Fall of the Mogul Empire》. London, J. Murray.